# Dolfin (famiglia)
I Dolfin (talvolta italianizzati in Delfin, Delfino, Delfini e Dolfini) sono una millenaria famiglia nobile originaria di Venezia, la cui origine risale al periodo medievale perché presente già prima della Serrata del Maggior Consiglio del 1297. Già inclusa nel patriziato in quanto casa vecchia e una delle dodici famiglie apostoliche, le fondatrici dello stato veneziano, essa è considerata una delle più ricche, potenti e antiche della sua storia.
I membri della famiglia si distinsero per il loro ruolo nelle istituzioni politiche e militari della Repubblica, dove acquisirono grande prestigio. Uno di questi fu ad esempio Giovanni Dolfin, il quale ricoprì il ruolo di 56º doge della Repubblica di Venezia, unico della famiglia. Numerosi altri membri della famiglia furono uomini di chiesa al servizio del Papa in qualità di vescovi, patriarchi e cardinali. Nel corso dei secoli i discendenti della famiglia ricoprirono importanti ruoli politici nella Repubblica come procuratori di S. Marco e governatori di città e terre sotto il dominio veneziano, numerosi membri dei Quarantia e del Senato, generali di terra e di mare, ruoli di diplomazia come balii e ambasciatori per la maggior parte dei paesi l'Europa continentale.
Furono inoltre influenti e abili commercianti, i quali seppero manovrare eccellentemente le dinamiche economiche della talassocratica Venezia, soprattutto tramite le alleanze matrimoniali come strumenti strategici per consolidare potere economico e politico. Della famiglia, infatti, esistì il ramo dei Dolfin detti "dal Banco", i quali possedevano l'omonima banca. Inoltre nel corso dei secoli, grazie a questa ricchezza, ebbero numerose residenze sia nella stessa Venezia che nelle zone controllate dalla Serenissima.
Come i Gonzaga a Mantova, la fama dei Dolfin a Venezia e in Italia è soprattutto legata al loro rapporto mecenatico verso la cultura dell'architettura, della letteratura, della scultura e della pittura. Richiesero difatti i servizi dei maggiori esponenti di quella che oggi viene chiamata scuola veneziana, tra cui Giambattista Tiepolo, cavalier Bambini, Tiziano Vecellio, Bernardo Strozzi, Giovanni Bellini, Francesco e Jacopo Sansovino e molti altri. La famiglia ebbe anche una modesta influenza nell'ambito musicale: sia come mecenati avendo richiesto i servigi di compositori come Antonio Vivaldi, Antonio Martinelli e Francisco José de Castro, sia come organizzatori di concerti in qualità di proprietari di numerosi teatri nelle maggiori città della Serenissima. Alcune opere letterarie sono state dedicate ad alcuni membri della famiglia. Degli esempi sono La donna di garbo e La bella selvaggia di Carlo Goldoni e La metamorfosi della modestia di Giuseppe Beccarelli.

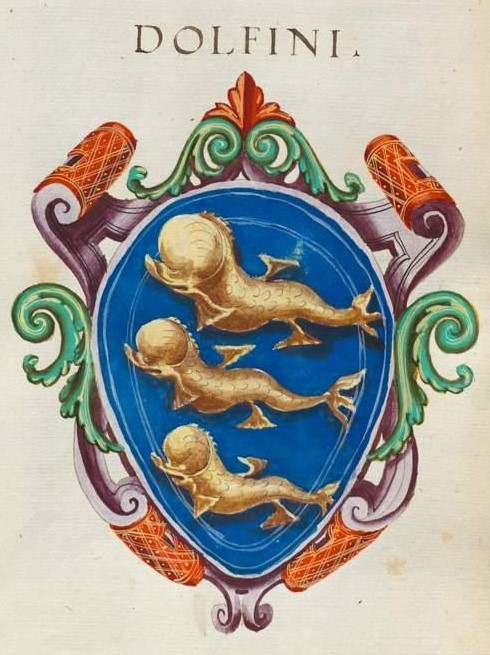
Stemma dei Dolfin dipinto nel XVI secolo.

Nonostante il declino del potere politico della Repubblica di Venezia, l'eredità artistica e culturale della famiglia è tutt'oggi apprezzata.

## Storia

### Origini
(Biblioteca nazionale Marciana, Mss. It. VII, 794 f. 43v.)
La Cronaca giustiniana menziona i Dolfin tra le "case vecchie" dei "Proles Nobilium Venetorum", il gruppo più prestigioso del patriziato veneziano. La famiglia, insieme ai Gradenigo, formavano un unico casato appartenente ad un'élite di tribuni che governarono le isole venete in tempi di dominio bizantino. Sempre secondo la cronaca, questi Gradenigo-Dolfin sarebbero provenuti dai tribuni di Torcello soprannominati "Gradensicus", perché discendenti di Gardocus, patrizio romano, della gens Memia, fondatore della città di Grado. I discendenti di questo "clan" fuggirono da Aquileia a Torcello dopo le invasioni barbariche, precisamente degli Unni, della penisola italiana nell'anno 452. Si intende dunque che i Gradenigo e i Dolfin fossero appartenute alla stessa famiglia. Taluni, invece, li ritengono derivati dai Memmo.
Altre cronache post-imperiali indicano Giovanni Gradenigo, il quale visse attorno al 1040 (altri lo collocano verso il 452, quando venivano menzionati ancora in terraferma, altri ancora nel IX secolo), come probabile capostipite. Questo perché era soprannominato Delfino per motivi non ancora chiari: probabilmente per via della sua gibbosità, per la sua bellezza o per l'abilità nel nuoto.
|                                                |  |
| Giovanni Gradenigo detto Delfino V o XI secolo |  |
|                                                |  |
|                                                |  |
| Dolfin ·                                       |  |

#### Prime fonti accertate
Si ha nota del fatto che alcuni membri della famiglia parteciparono all'elezione del primo Doge Paolo Lucio Anafesto. Sono però vari i documenti che attestano i primi nomi dei Dolfin: 
- Nel 997 un Giovanni Dolfin e un suo omonimo sottoscrissero un accordo tra alcune famiglie veneziane.[14]
- Un altro Giovanni , nel 1074, nomina un Piero in una convenzione a favore del patriarcato di Grado;[14]

- Nel 1095 Domenico Dolfin, detto della Ca' Grande, risulta procuratore di San Marco;[14]
- Nel 1114, suo figlio Giovanni ricoprì la medesima carica, e così Guglielmo Dolfin da Santa Sofia nel 1155.[45]
- Un Daniele nel 1098 partecipò alla Prima crociata.[14]

#### L'anello di San Marco

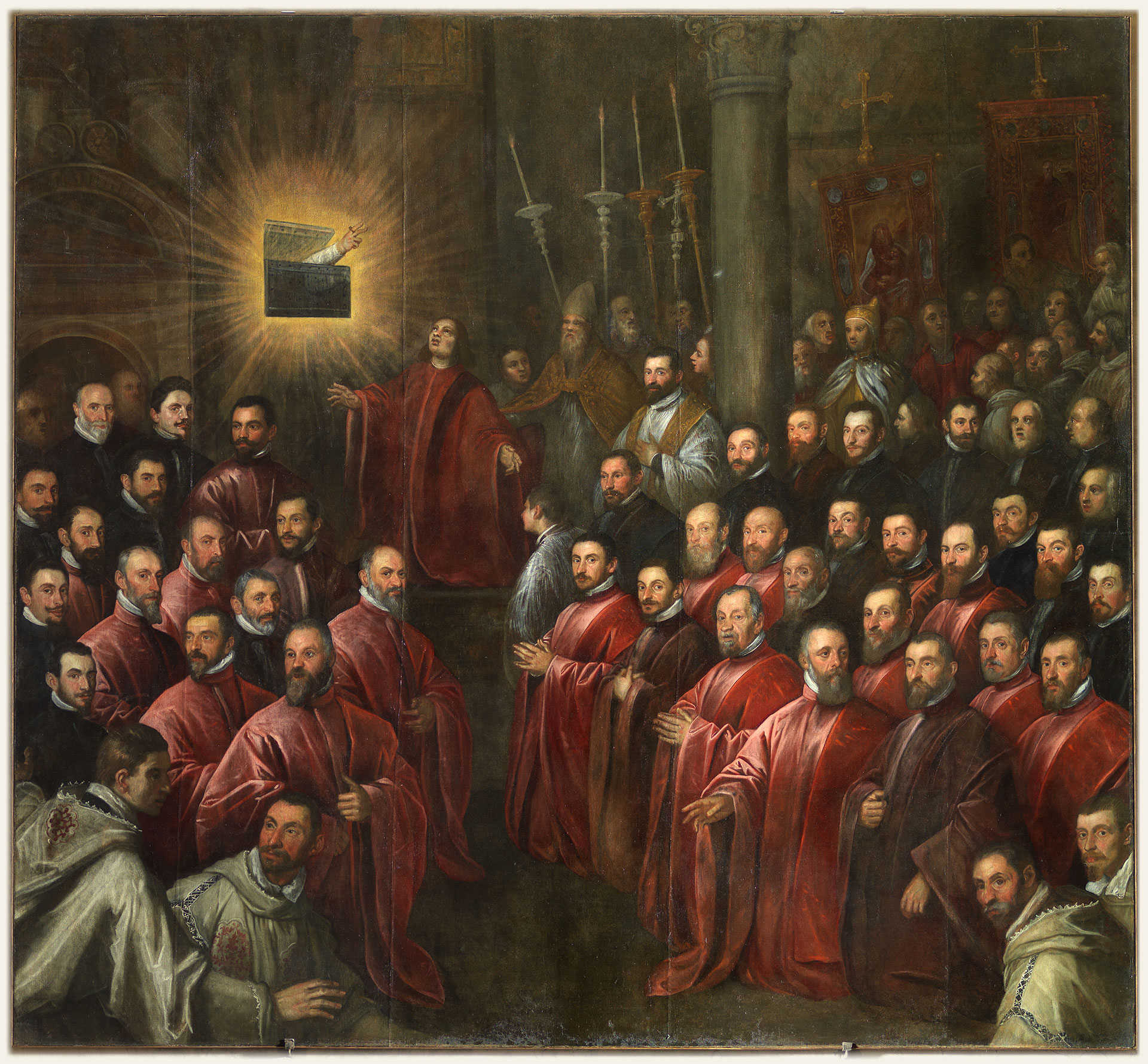
Tintoretto o Domenico Robusti, Miracolo dell'anello di San Marco, 1610. Il Dolfin è l'uomo inginocchiato dinnanzi alla mano fuoriuscente.

Una storia leggendaria avvolge le prime gesta della famiglia: Marin Sanudo il Giovane, storico vissuto a cavallo del XV e il XVI secolo, la riporta nel De origine, situ et magistratibus urbis Venetae. Lo storico scrisse che fu un membro dei Dolfin a ritrovare le reliquie di San Marco alla fine dell’XI secolo dopo un imponente incendio al Palazzo Ducale, precisamente il 25 giugno 1094. Sanudo riportò testualmente che "L’anello de San Marco, l’hebbero quelli da cai Dolfin". Secondo quanto riportato nel codice Correr 1498, inoltre, l'anello venne poi consegnato ed affidato dallo stesso San Marco a un vescovo chiamato Domenico Dolfin. Questo evento venne riportato anche da Casimir Freschot nel 1707 ne La nobilta veneta, da Marco Barbaro in Arbori de Patritii Veneti e molti altri. Dopo quattro secoli di tramandamento, questo anello venne venduto da Lorenzo Dolfin il 22 Agosto 1509 alla Scuola Grande di San Marco per cento o duecento ducati d'oro. Una settantina di anni dopo però, il 3 settembre 1574, l'anello venne trafugato da parte di Nadalìn da Trento, il quale lo fuse e lo vendette per otto ducati d'oro ad un battiloro. Da lì, le sorti dell'anello sono tutt'ora ignote. Per il furto e la perdita della reliquia, il 4 settembre venne impiccato per il furto e bruciato per l'atto sacrilego.

#### Inizio della genealogia
La precisa genealogia dei Dolfin ci è nota a partire da un Gregorio, che fu duca di Candia nel 1240. Allo stesso è attribuito il disegno dello stemma odierno, in sostituzione di un precedente che riportava un solo delfino d'oro ed era partito di blu e d'argento. La scelta dei tre delfini nell'odierno scudo è tutt'ora ignota: probabilmente essa è un riferimento ai tre figli maschi di Gregorio, oppure ai vari significati simbolici del numero 3.

### Ascesa della famiglia nella società veneziana

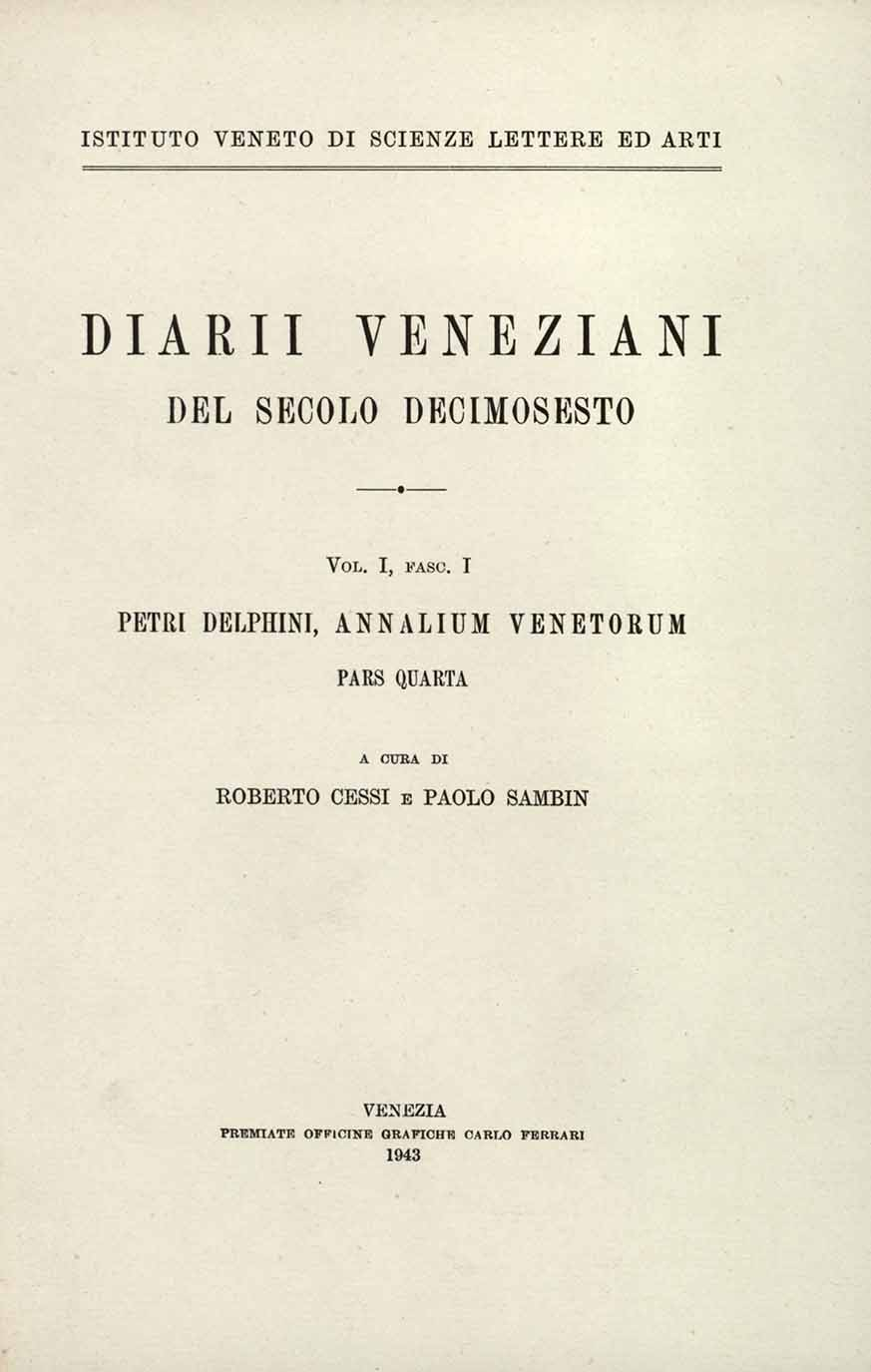
Frontespizio della raccolta epistolare di Pietro Dolfin Petri Delphini Annalium venetorum pars quarta, in un'edizione stampata a Venezia nel 1943.

I Dolfin furono una delle famiglie più attive nella vita pubblica veneziana, già prima della Serrata del Maggior Consiglio del 1297, (furono 7 i membri che ci parteciparono) mantenendo un ruolo di primo piano anche nel XIII e XIV secolo. Nel medesimo periodo cominciarono ad interessarsi agli affari in Oriente. Uno dei loro membri, Delfino Dolfin, le cui origini sono incerte, entrò nel Maggior Consiglio di Venezia nel 1269 e ricoprì vari incarichi pubblici e diplomatici. Nel 1288 venne inviato a Corone, e nel 1293 a Costantinopoli come bailo, dove trattò con l’imperatore bizantino Andronico II. Successivamente, nel 1301, comandò l'esercito veneziano contro Padova e nel 1302 negoziò una tregua con i Bizantini. Quattro anni dopo ottenne un privilegio dal re Leone IV d'Armenia in qualità di ambasciatore veneziano e, nel 1308, trattò per la cessione di Ferrara. Nello stesso secolo, Francesco (1340-1404) si distinse durante la Seconda guerra di Chioggia del 1378, quando dfendette con successo il castello di Mestre. Nel 1386, ricoprì la carica di capitano in Istria, dove affrontò la minaccia austriaca e migliorò le fortificazioni locali. Tre anni dopo venne nominato provveditore a Rovigo nel 1401 per affrontare le incombenti minacce delle truppe estensi.

#### Dogado di Giovanni Dolfin
In questo periodo di grande splendore economico, i Dolfin si iniziarono con serietà alla politica grazie alla figura di Giovanni, figlio di Benedetto: prima diplomatico presso l'Impero bizantino, combattente poi nella guerra contro la Repubblica di Genova, eletto infine 57º Doge nel 1356, incarico che ricoprì fino alla sua morte, avvenuta cinque anni dopo.
Durante il suo dogado, che si concentrò principalmente sulla gestione della guerra con il Regno d'Ungheria. Si impegnò inoltre in numerose missioni diplomatiche e militari, cercando alleanze e gestendo le difficoltà politiche, economiche e sanitarie interne alla Repubblica. Nonostante i tentativi di risolvere il conflitto con l'Ungheria, la pace fu difficile da raggiungere, con la Dalmazia ceduta agli ungheresi nella pace di Zara e vari scontri fra le varie città dell'odierno Veneto. Con lui, il titolo "Dux Venetiarum, Dalmatiae et Chroatiae et Dominus quartae partis et dimidiae totius Imperii Romaniae", usato sin dai tempi di Pietro Ziani, cambiò e divenne "Dux Venetiarum, Dei gratia dux Veneciarum et cetera", il quale rimase inalterato fino alla caduta della Repubblica del 1797.

### Influenza verso paesi esteri

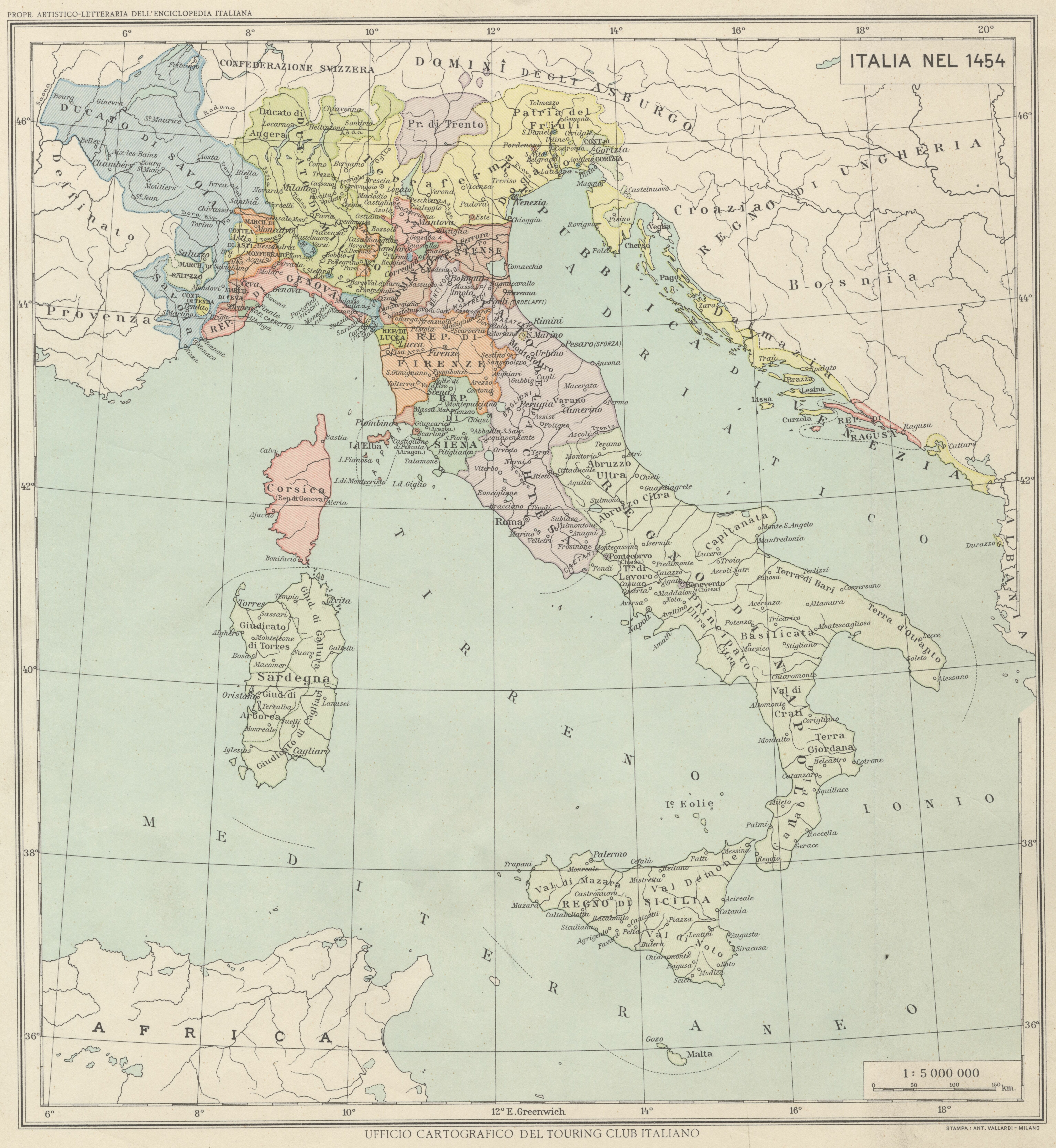
La penisola italiana nel 1454.

Tra il XV e il XVI secolo, la famiglia iniziò a radicarsi nella politica veneziana, avviando anche un periodo di influenza verso altre famiglie della penisola. Pietro Dolfin, abate e umanista, si distinse per il suo impegno nella diffusione degli studi umanistici e per il supporto e lo sviluppo della controriforma, ma anche per il suo operato nell'Ordine Camaldolese in qualità di generale e la sua influenza politica verso Lorenzo De Medici, Giovanni di Lorenzo de' Medici e in generale dei Medici. Pietro, oltre all'aspetto sociale, è tutt'oggi noto per il suo epistolario, il quale costituisce una preziosa testimonianza della storia politica ed ecclesiastica del suo tempo. Fra i principali corrispondenti di Pietro figurano: Pietro Barozzi, i Todeschini Piccolomini, Pierfilippo Pandolfini, Paolo Antonio Soderini, Angelo Niccolini, Piero Soderini, Francesco Guicciardini, Zenobi Acciaiuoli, Domenico Bonsi, Bernardo Rucellai, Cosimo de' Pazzi, Francesco Soderini, Bernardo Dovizi, Mariano da Gennazzano, Maffeo Gherardi e Marco Barbo. Tra i corrispondenti veneziani con i quali Pietro legò amicalmente furono i Dogi Leonardo Loredan, Domenico Morosini e i già citati fiorentini Lorenzo, Giovanni (poi papa Leone X) e Piero de' Medici. Sempre nel contesto fiorentino, il cardinale Zaccaria Dolfin ebbe un rilevante ruolo da intermediario riguardo alle riuscite trattative tra Cosimo I de' Medici, Massimiliano II d'Asburgo e il re di Spagna riguardo al riconoscimento del titolo di granduca di Toscana.
Un altro membro del periodo del Pietro abate fu Giovanni Dolfin (1490-1547), il quale entra a far parte del Maggior Consiglio di Venezia nel 1510, grazie alla sua giovane età, cominciando a ricoprire vari incarichi pubblici. Nel 1515, venne eletto membro della Quarantia civile, e nel 1518 diventò Savio agli Ordini. Questo membro mostrò un forte senso dell'ordine e della giustizia, esigendo severi provvedimenti contro la corruzione anche tra gli stessi patrizi. La sua carriera politica lo portò ad assumere incarichi significativi come Savio di Terraferma e provveditore generale in campo, dove contribuì alla riorganizzazione difensiva e finanziaria del territorio. La sua figura emerge come quella di un uomo deciso, seppur controverso, che ha lasciato un'impronta tangibile nella politica e nell'architettura della Serenissima, come testimoniato dalla costruzione del suo palazzo a Venezia nel 1536. Egli lo fece costruire da Jacopo Sansovino, padre di Francesco. Quest'ultimo nell'opera Venetia, città nobilissima, et singolare, lodò la bellezza del palazzo, considerandolo "uno dei più notevoli palazzi sul Canal Grande per architettura, per la disposizione delle pietre esposte, il controllo e l’importanza dei volumi e il costo dei lavori intrapresi”.

### Periodo d'oro e la caduta di Venezia

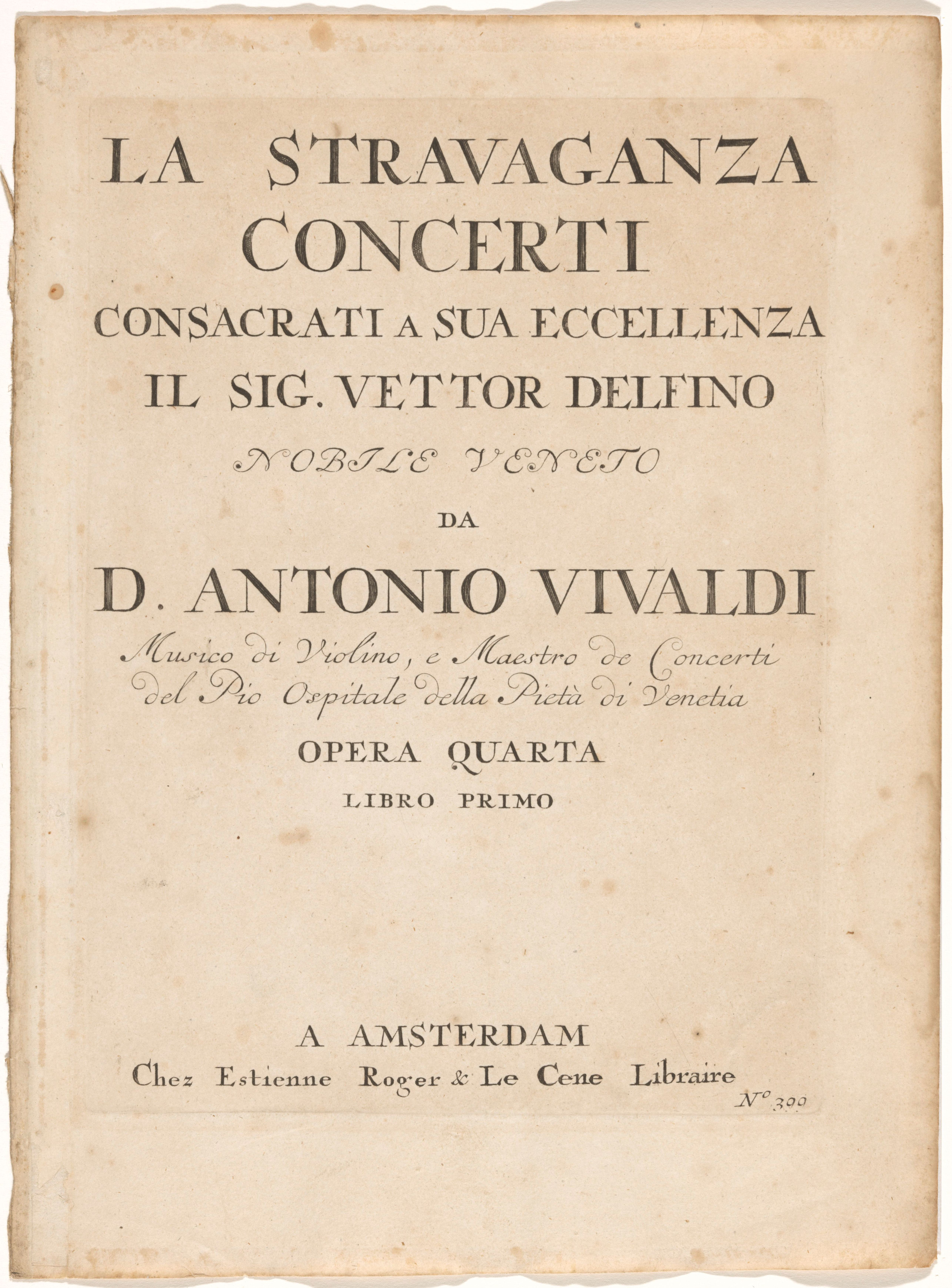
Frontespizio della raccolta di concerti di Antonio Vivaldi, dedicato a Vettor Delfino.

Dopo un periodo di "impigrimento" politico dovuto alla monopolizzazione statale della compravendita di denaro (e dunque un fitto periodo di lavoro nelle loro banche), tra il XVII e il XVIII secolo i Dolfin tornarono nuovamente in auge: i cardinali e i vescovi della famiglia si orientarono prevalentemente verso incarichi diplomatici per l'estero. Il membro più illustre di questi secoli fu Giovanni, figlio di Giuseppe detto Iseppo del ramo di "San Pantalon", ambasciatore nella Confederazione polacco-lituana, nella Spagna asburgica, nel Regno di Francia e nella Santa Sede, ricevendo inoltre i titoli di camerlengo, nonché investito vescovo e poi cardinale. Un altro cardinale fu suo pronipote e omonimo Giovanni, il quale ebbe un ruolo di rilievo nel conclave del 1667: dopo la morte di Alessandro VII, il Giovanni fu proposto come Papa, sostenuto dai cardinali francesi, ma la sua elezione fu bloccata da quelli spagnoli che non vedevano di buon occhio un veneziano sul soglio pontificio.

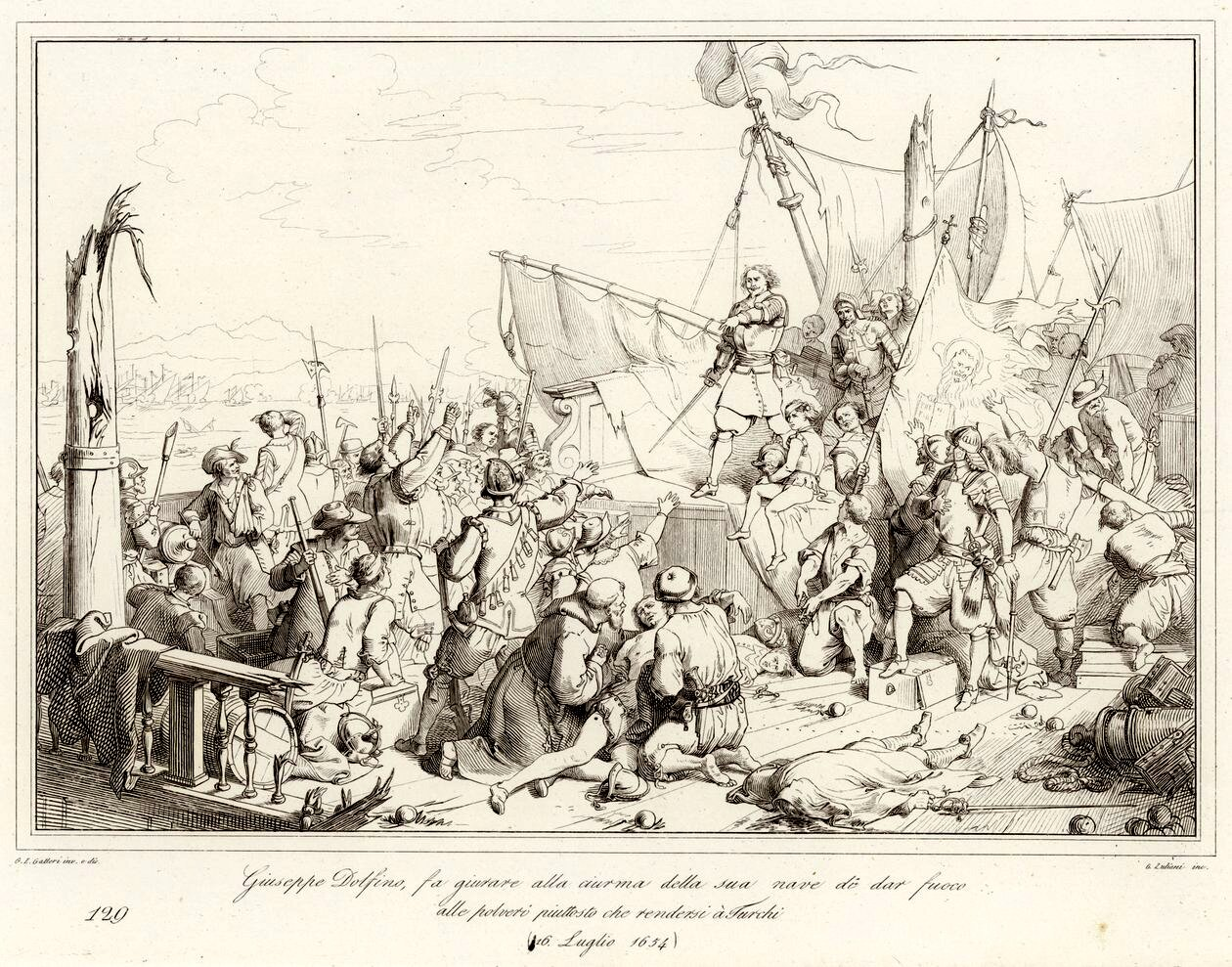
Il 16 Luglio 1654 Giuseppe di Nicolò fa giurare alla ciurma della sua nave di dar fuoco alle polveri piuttosto che arrendersi ai Turchi (stampa del 1863).

Anche in terra natìa i membri della famiglia compirono gesta militari rimarchevoli: alcuni si distinsero nelle imprese navali contro l'Impero Ottomano. Giuseppe di Nicolò (1622-1657) prese parte alla spedizione dei Dardanelli del 1654. Durante questo conflitto, si distinse per il suo coraggio, combattendo in numerose battaglie, tra cui quella del 4 luglio 1652 a Paro, dove contribuì alla vittoria contro i Turchi. Tornato dopo una battaglia a Venezia nel 1656, viene eletto membro del Senato. Daniele detto Girolamo partecipò alla guerra di Morea del 1684 e all'assedio di Atene del 1687. Nel 1690 sconfisse le navi ottomane nella battaglia di Metelino e, otto anni dopo, comandò la flotta nella battaglia dei Dardanelli. All'inizio del 1715, gli Ottomani radunarono un esercito di circa 70.000 uomini in Macedonia e marciarono a sud verso Tebe, mentre una flotta ottomana composta da 80 navi da guerra catturò rapidamente gli ultimi possedimenti insulari veneziani nell'Egeo. I veneziani si affidavano principalmente ai mercenari e riuscirono a radunare solo 8.000 uomini e 42 navi per lo più piccole sotto il comando di Daniele detto Girolamo. Questa forza non solo era insufficiente per affrontare l'esercito ottomano sul campo, ma anche inadeguata per presidiare le numerose fortificazioni nella Morea. Nel giro di cento giorni, l'intero Peloponneso era stato ripreso dagli Ottomani. Dopo la carriera militare divenne provveditore generale delle isole nel 1699, provveditore generale da mar e di terraferma, infine ambasciatore in Polonia.
Oltre agli incarichi politici, ecclesiastici e militari, il gusto per cultura e le arti per la famiglia era importante quanto evidente già a partire dalla collezione dello stesso doge Giovanni, il quale deteneva, fra le numerosissime opere, una Divina Commedia con glosse e opere di Boezio; nonché la ricerca di artisti come Tiepolo, Bambini e Tiziano, chiamati per fare affrescare le mura delle dimore dolfiniane e per la ritrattistica. Un importante esempio è quello di Vettor Delfino (Dolfin secondo la forma veneziana, 1687-1735) figlio di Pietro, librettista presso la corte degli Hannover, allievo di violino di Antonio Vivaldi e mecenate di questo. Il compositore gli ha dedicato la raccolta di dodici concerti La stravaganza nel 1713. Un altro esempio era quello del cardinale Giovanni, il quale fu pure un drammaturgo, scrivendo quattro tragedie: Cleopatra, Il Medoro, Lucrezia e Creso. Di queste opere furono stampate nelle principali stamperie d'Europa. Girolamo Tiraboschi elogiò tali opere nell'ottavo tomo della Storia della letteratura italiana.
Il ramo della famiglia più noto fu quello di San Pantalon, etimologicamente derivante dal nome della parrocchia dove aveva sede, estintosi nel 1798 con la morte di Daniele I Andrea, il quale coprì numerose cariche politiche sia sotto la Serenissima, in qualità di ambasciatore sia presso il Sacro Romano Impero che sotto i francesi. Questo membro può essere considerato, dopo il Doge Giovanni, uno dei più noti membri della casata grazie alla sua intraprendenza politica e alla sua natura da giureconsulto. Tal fama gli permise di poter ricoprire cariche importanti nel contesto dell'Europa pre- e post-rivoluzionaria, ma anche dal punto di vista sociale godette di un altissimo livello nella società veneziana: uno dei numerosi esempi fu infatti il ricevimento in incognito di re Federico IV di Danimarca e Norvegia presso Ca’ Dolfin, la stessa dimora dove soggiornò Wolfgang Amadeus Mozart a Venezia nei mesi di febbraio e marzo del 1771. Oltre a ciò, grazie alla carica di Ambasciatore per la stessa Serenissima, ebbe modo di avere un rapporto epistolare sia formale che informale con il padre fondatore statunitense Benjamin Franklin, permettendogli di intraprendere l'introduzione del parafulmine e della stufa Franklin nella futura Venezia occupata. Come già accennato, questo scambio non fu solo amicale, bensì anche diplomatico: prima dell'arrivo dei francesi, Daniele Andrea ebbe il ruolo di portare in Senato la richiesta del governo statunitense di redigere un trattato di amicizia e commercio con la Serenissima. Il 15 e il 20 marzo 1797 propose al Senato una confederazione con la Francia e l’aggregazione al Maggior Consiglio di tutte le città della Terraferma, ma era ormai troppo tardi per salvare la Repubblica dall'invasione napoleonica.
Le glorie della casata e la posizione sociale nella società della Serenissima si affievolirono notevolmente dopo l'arrivo dei francesi a Venezia nel 1797 e la conseguente rovinosa caduta dell'ordine della nobiltà veneziana.

### Dopo la caduta della Serenissima
Dopo la conquista francese, e il passaggio di potere agli Asburgo, con la conclusione della terza guerra d'Indipendenza, avvenuta nel 1866, il Regno Lombardo-Veneto venne annesso al Regno d'Italia. Ciò, tuttavia, non fu motivo di revoca o cambio del titolo di Conte ricevuto dall'Impero asburgico. Il nome dei Dolfin, infatti, risulta tutt'oggi ascritto nell'Annuario della nobiltà italiana. Ad oggi, la famiglia sussiste.

## Alleanze

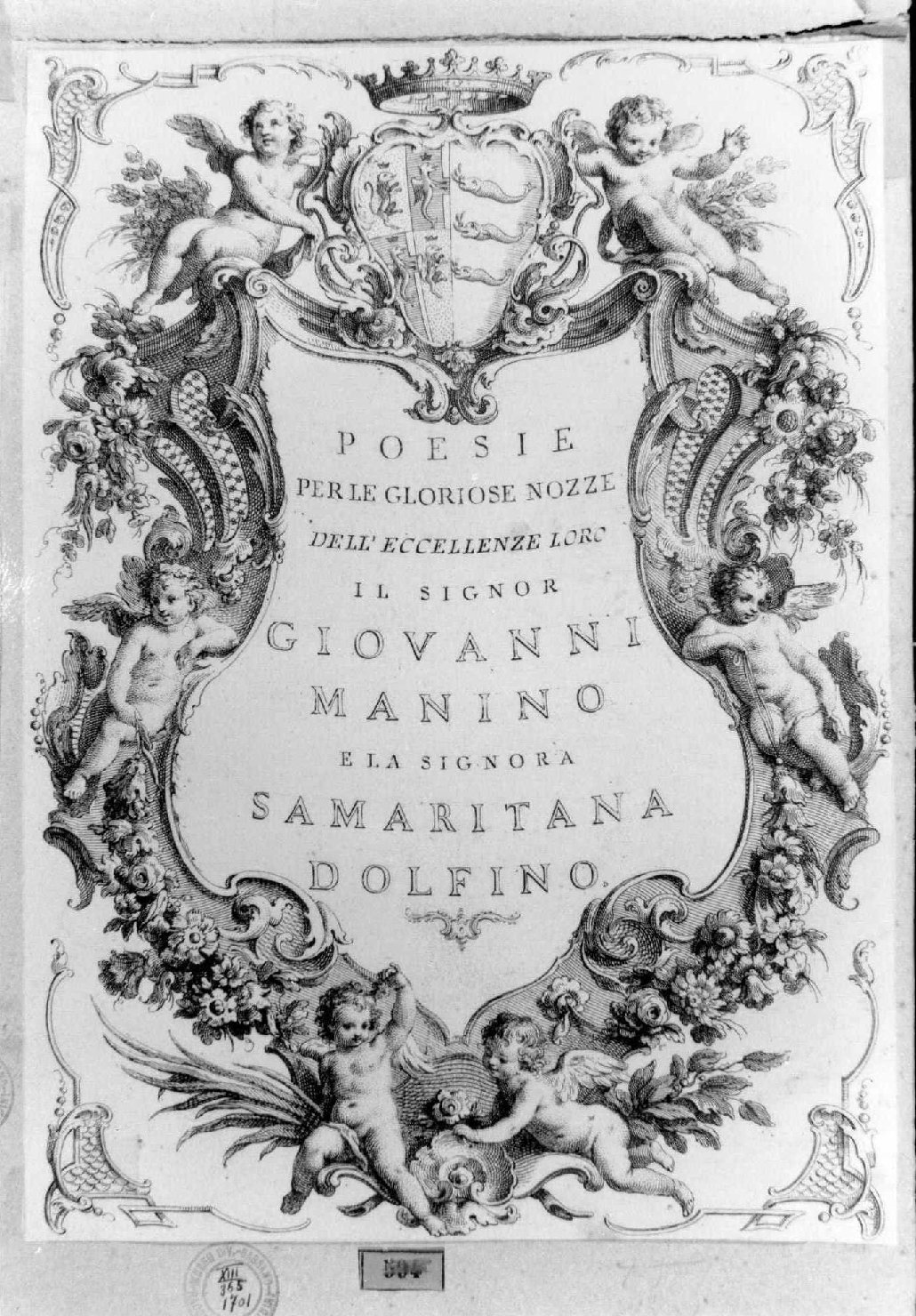
Esempio di stampa d'omaggio connubiale. Questa fu scritta in occasione del matrimonio di Giovanni Manin, figlio di Ludovico, con Samaritana Dolfin. Poesie di Gasparo Gozzi.

I Dolfin sfruttarono i matrimoni per creare legami di sangue ed economici con le altre famiglie della Serenissima. Fancendo così crearono una grande rete di parentele.
Famiglie veneziane:
- Gradenigo,[99] Manin,[100] Contarini,[N 15] Salomon, Corner,[N 16] Correr,[101] Boldù,[N 17] Tiepolo,[N 18] Lippomano, Querini, Giustinian, Balbi, Molin.

Famiglie della Serenissima:
- Cavalli[102]

Altre famiglie italiane:
- Altieri[N 19]

## Membri
La famiglia ebbe modo, nel corso dei secoli, di poter dare alla società veneta numerosi politici che ricoprirono ruoli chiave nella politica lagunare. Oltre al Doge Giovanni, furono infatti quattordici i Procuratori di San Marco, funzionari (procuratori) di varia specie, sia eletti che a carica comprata, molti magistrati come quelli dei savi agli Ordini, Camerlenghi, Senatori che presero luogo alle numerose elezioni dei dogi. Oltre alla politica veneziana, molti membri dei Dolfin ricevettero ruoli politici in oriente: balii di Costantinopoli, ambasciatori presso numerose nazioni europee come Francia, Polonia, Sacro Romano Impero e Santa Sede.
Furono inoltre Capitani, Duchi e Conti. Questi ultimi due titoli, però, non devono essere visti come tali, bensì come carica politica: essendo la Serenissima una repubblica aristocratica, queste cariche pubbliche venivano assegnate come "titoli non ereditari", in quanto a succedere non era un membro della famiglia ma un politico assegnato dal governo.
La ramificazione del potere dolfiniano non si estendeva solo nella Repubblica di Venezia, ma anche nello Stato Pontificio. Furono infatti dati alla chiesa cinque cardinali, una decina fra vescovi, arcivescovi e patriarchi e infine un paio di abati.

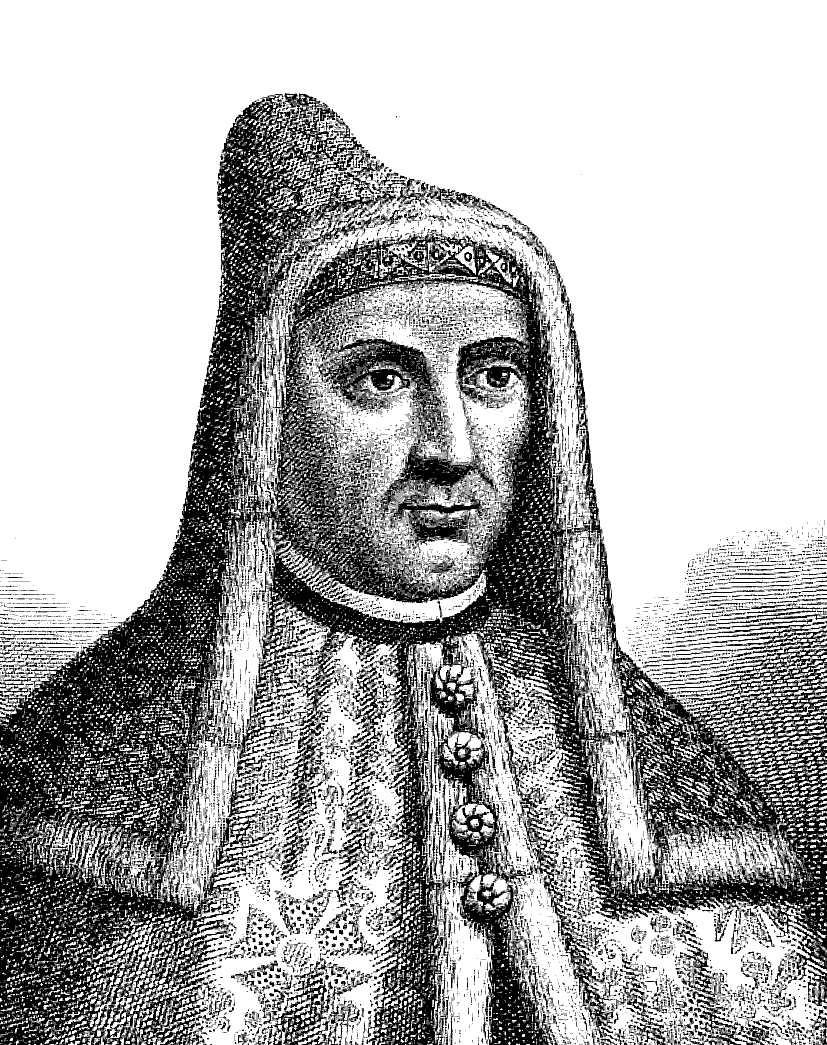
Giovanni Dolfin, 57º Doge della Repubblica di Venezia. L'unico che la famiglia abbia mai dato alla Repubblica.[N 21]
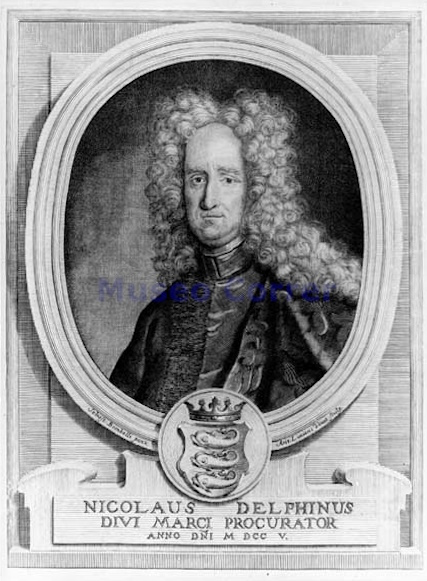
Ritratto di Nicolò Dolfin, uno dei 14 Procuratori di San Marco appartenuti alla famiglia.
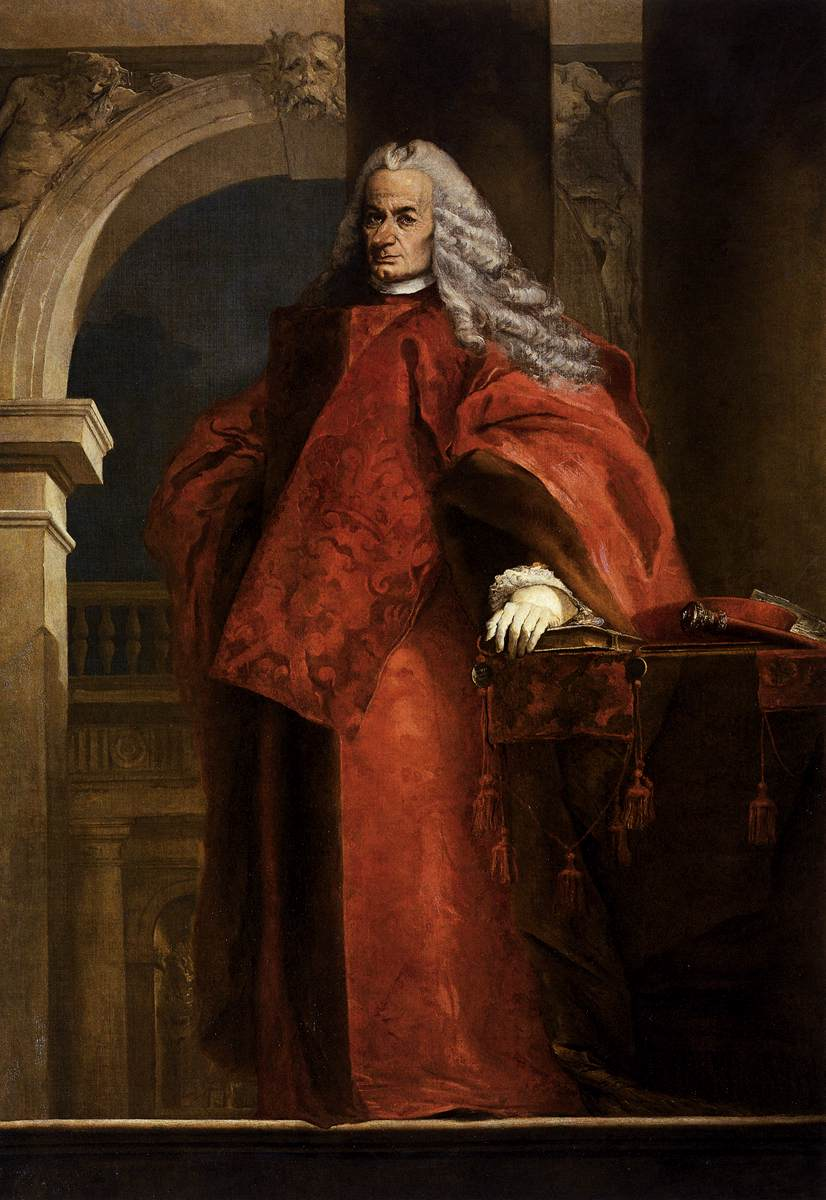
Daniele Girolamo Dolfin, militare e politico.[N 22]
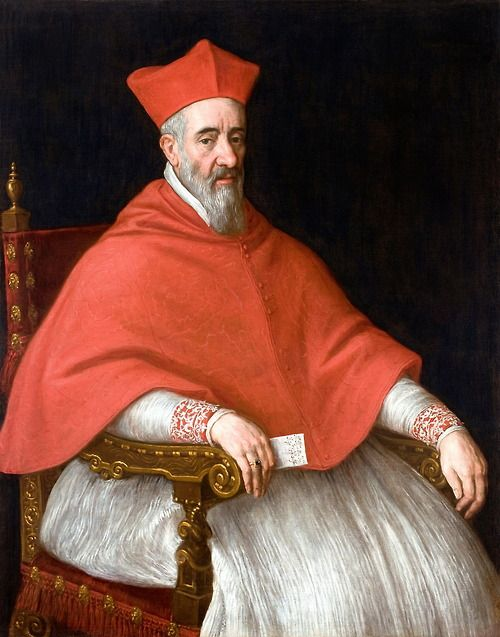
Giovanni Dolfin, cardinale e camerlengo, uno dei membri più facoltosi e politicamente attivi della famiglia.[N 23]

## Rami cadetti
Parlare di rami cadetti nella famiglia Dolfin non è semplice come lo è per le case regnanti o le famiglie nobiliari tipiche di un vero e proprio stato monarchico. Infatti esistono numerose fonti che per ogni biografia descrivono la provenienza del membro, senza però definirne una divisione netta dalla famiglia. Nel Dizionario storico-portatile di tutte le Venete Patrizie Famiglie vengono riportati otto rami, altri ne segnalano addirittura venti. Tuttavia, i principali citati dalle biografie sono:
- Dolfin di San Pantalon, estinto nel XVIII secolo;
- Dolfin di San Canciano;
- Dolfin di San Polo;
- Dolfin di Santi Apostoli;
- Dolfin di San Salvador di Riva del Ferro;

Anche se questi rami non hanno direttamente il nome "Dolfin", non bisogna vedere queste famiglie come dei veri e propri rami cadetti, bensì come nuclei familiari che condividono la stessa discendenza patrizia. Questo perché esse non hanno uno stemma diverso da quello principale, nonché a causa della copiosità con la quale la famiglia procreava e l'utilizzo ciclico degli stessi nomi, come ad esempio Daniele o Giovanni, veniva aggiunta la località di provenienza del nucleo, tramite il nome del sestiere o dal nome della parrocchia che il nucleo famigliare frequentava. Un ramo "descrittivo" del cognome dei Dolfin era quello del "dal Banco" in quanto, nella società veneziana, erano avviati all'economia gestendo l'omonima banca.

### San Pantalon

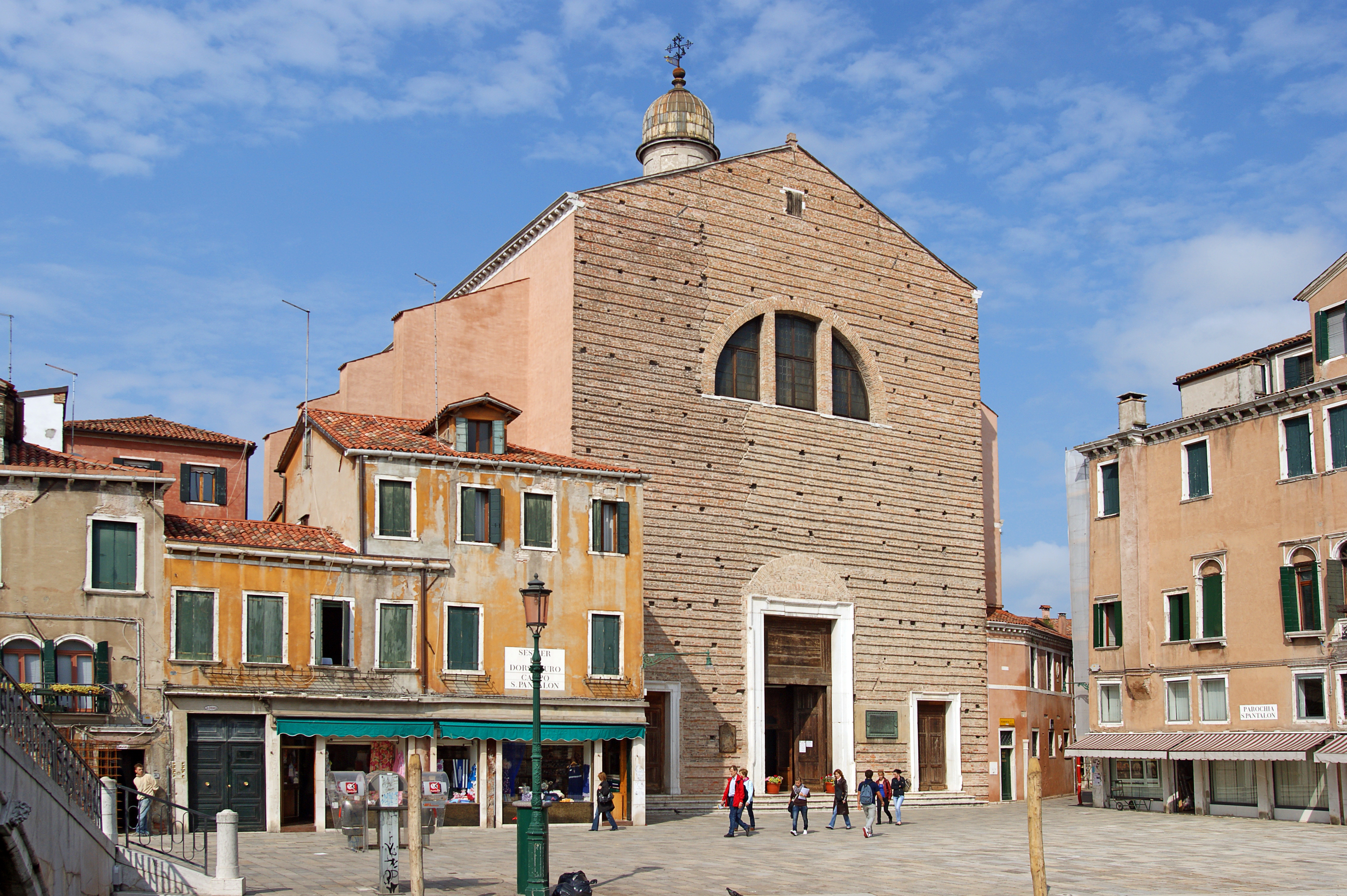
Chiesa di San Pantalon

Il ramo più antico e noto dei Dolfin, il San Pantalon, prende il nome dalla chiesa omonima ubicata a Venezia. I capostipiti furono Benedetto, di Daniele quondam Giovanni (*1479? †1527), nominato massaro alla Zecca per il 1526, e suo figlio Giuseppe (*1521 †1585), il quale arrivò al grado di Governator de nave, poi ebbe diversi incarichi come provveditore, e fu anche senatore e membro del Consiglio dei Dieci. Quest'ultimo ebbe tredici figli, tre dei quali:
- Giovanni (*1545 †1622), nella prima parte della vita servi la Repubblica come ambasciatore in Francia, Polonia, Spagna, Vienna e procuratore di San Marco; dal 1603, presi i voti, fu vescovo di Vicenza e dal 1604 cardinale. Fu lui ad acquistare il palazzo dei Secco;
- Dionisio (*1556 †1626), vescovo di Vicenza;
- Pietro (*1561 †1593), nella sua breve vita poté coprire solo l'incarico di provveditore sora i Officii.

L'unico dei tre fratelli che potette procreare fu Pietro, il quale ebbe probabilmente solo un figlio, Nicolò (1591-1669). Fu bailo a Costantinopoli nel 1645 e comandante generale delle forze di terra a Candia, infine nel 1646 savio del Consiglio. A lui probabilmente dobbiamo l'avvio dei lavori di restauro del palazzo Ca' Dolfin del Canal Grande. Ebbe quattro figli:
- Giovanni (*1617 †1699), dopo essere stato senatore divenne un ecclesiastico e fu nominato patriarca di Aquileia nel 1657 e poi cardinale, dando inizio alla serie dei patriarchi della famiglia Dolfin; fu anche un drammaturgo;
- Marcantonio (*1625 †1668), ancora giovane al seguito del padre a Candia fu presto catturato dai Turchi. Non venne più liberato nonostante i ripetuti tentativi di scambio di prigionieri.
- Giuseppe (*1622 †1657), militare partecipò alla difesa di Candia e, capitano generale, nel 1654 si scontrò con i Turchi nello stretto dei Dardanelli. Svariate fonti, cronache e anche un sonetto ebbero a celebrare il suo valore, sebbene la battaglia non avesse avuto un chiaro vincitore a fronte delle numerose perdite di ambo le parti;
- Daniele II Andrea (*1631 †?) ebbe l'occasione di essere tra gli elettori di quattro Dogi, nel 1694 il Consiglio dei Dieci lo nominò tra i tre magistrati deputati alle Miniere.

Quest'ultimo ebbe cinque figli, quasi tutti suoi omonimi:
- Daniele I Nicolò (*1652 †1723), fu Podestà a Brescia nel 1698, poi senatore, ambasciatore a Vienna nel 1701, provveditore generale a Palma nel 1702, procuratore di San Marco de Supra nel 1705;
- Daniele II Marco (*1653 †1704) fu nunzio apostolico in Francia nel 1695, vescovo di Brescia nel 1698 (col titolo personale già acquisito di arcivescovo) e l'anno successivo elevato a cardinale; fu anche abate commendatario di alcune abbazie;
- Daniele III Giovanni (*1654 †1729) fu ripetutamente eletto savio di Terraferma e savio del Consiglio e provveditore alla sanità nel 1692, nello stesso anno fu insignito del titolo di cavaliere della Stola d’Oro, fu anche ambasciatore a Vienna dal 1702 al 1708 e in Polonia dal 1715 al 1716, fu poi nominato podestà di Padova dal 1718 al 1720 e provveditore generale di Palma dal 1720 al 1722, nel 1726 fu inviato come bailo a Costantinopoli dove rimase fino alla morte;[107]
- Daniele IV Gerolamo o Girolamo (*1656 †1729) fu un militare e un politico, si scontrò numerose volte e vittoriosamente contro i Turchi ma nominato poi Provveditore Generale da Mar (dal 1714 al 1716) fu sostituito da Andrea Pisani dopo la perdita della Morea, divenne quindi provveditore delle Fortezze e infine nel 1717 fu inviato come ambasciatore in Polonia;
- Dionisio (*1663 †1734), succedette allo zio Giovanni come Patriarca di Aquileia, a lui si devono le ristrutturazioni del palazzo patriarcale di Udine, con la nuova Biblioteca, la Galleria degli Ospiti e lo Scalone d’Onore incaricando gli stessi artisti che poi consigliò al fratello Daniele Giovanni per i lavori di Ca' Dolfin.

La discendenza continua con i figli di Daniele III Giovanni.
- Daniele I Giovanni (*1676 †1752), bandito a lungo da Venezia per aver ferito con la pistola un altro nobile al rientro dei lunghi viaggi per l'Europa fu nominato podestà di Verona nel 1722 e capitano di Padova nel 1748;
- Daniele III detto Daniél (*1685 †1762), succedette allo zio Dionisio come patriarca di Aquileia, titolo che mantenne anche dopo la soppressione del patriarcato, avvenuta nel 1751, e la sua divisione nelle due arcidiocesi di Udine e Gorizia; nel 1747 era stato proclamato cardinale;
- Daniele IV Andrea (*1689 †?) fu governatore di nave nel 1729 e poi capitano delle navi, indi provveditore generale in Dalmazia dal 1735 al 1738.

Quest'ultimo ebbe solo un figlio accertato:
- Daniele I Giovanni (*1725 †1752), fu uno dei savi agli Ordini.

Il ramo si conclude con il figlio di Daniele I Giovanni:
- Daniele I Andrea (*1748 †1798) fu ambasciatore a Parigi dal 1780 al 1785, senatore nel 1786, ambasciatore a Vienna dal 1786 al 1792. Al ritorno a Venezia fu nel Consiglio dei Dieci e ripetutamente negli anni 1793, 1795 e 1796 savio di Consiglio, dopo la caduta di Venezia partecipò alla Municipalità come membro del Comitato di Sanità, dopo il trattato di Campoformio fu presidente provvisorio della Municipalità.

Daniele I Andrea fu l'ultimo del ramo di san Pantalon: sposato ma ormai senza figli, a causa della loro morte precoce, i suoi averi passarono alla sorella Cecilia sposata con Francesco Lippomano. Attraverso i figli della sorella, Gasparo e Maria, il patrimonio giunse a Giovanni Querini Stampalia, che aveva sposato Maria.
|                    |                    |                    |                    |                  |                  |                           |                           |                           |                           |                              |                              |                              |                              |                    |                    |                        |                        |                    |                      |                      |            |                     |                     |                    |                    |                    |                    |                            |                            |                            |                              |                              |                              |                               |                               |                    |                    |
|                    |                    |                    |                    |                  |                  |                           |                           |                           |                           |                              |                              |                              | Benedetto 1479-1527          |                    |                    |                        |                        |                    |                      |                      |            |                     |                     |                    |                    |                    |                    |                            |                            |                            |                              |                              |                              |                               |                               |                    |                    |
|                    |                    |                    |                    |                  |                  |                           |                           |                           |                           |                              |                              |                              |                              |                    |                    |                        |                        |                    |                      |                      |            |                     |                     |                    |                    |                    |                    |                            |                            |                            |                              |                              |                              |                               |                               |                    |                    |
|                    |                    |                    |                    |                  |                  |                           |                           |                           |                           |                              |                              |                              |                              |                    |                    |                        |                        |                    |                      |                      |            |                     |                     |                    |                    |                    |                    |                            |                            |                            |                              |                              |                              |                               |                               |                    |                    |
|                    |                    |                    |                    |                  |                  |                           |                           |                           |                           |                              |                              | Iseppo 1521-1585             | Iseppo 1521-1585             | Piero              | Piero              |                        |                        |                    |                      |                      |            |                     |                     |                    |                    |                    |                    |                            |                            |                            |                              |                              |                              |                               |                               |                    |                    |
|                    |                    |                    |                    |                  |                  |                           |                           |                           |                           |                              |                              |                              |                              |                    |                    |                        |                        |                    |                      |                      |            |                     |                     |                    |                    |                    |                    |                            |                            |                            |                              |                              |                              |                               |                               |                    |                    |
|                    |                    |                    |                    |                  |                  |                           |                           |                           |                           |                              |                              |                              |                              |                    |                    |                        |                        |                    |                      |                      |            |                     |                     |                    |                    |                    |                    |                            |                            |                            |                              |                              |                              |                               |                               |                    |                    |
| Lucia              | Lucia              | Cecilia            | Cecilia            | Orsa             | Orsa             | Benedetto 1543-1603       | Benedetto 1543-1603       | Daniele 1545-?            | Daniele 1545-?            | Giovanni 1545-1622           | Giovanni 1545-1622           | Daniele 1549-1623            | Daniele 1549-1623            | Dionisio 1556-1626 | Dionisio 1556-1626 | Pietro 1557-?          | Pietro 1557-?          | Andrea 1559-1600   | Andrea 1559-1600     | Fiordalisa           | Fiordalisa | Elisabetta          | Elisabetta          | Pietro 1562-1593   | Pietro 1562-1593   |                    |                    |                            |                            |                            |                              |                              |                              |                               |                               |                    |                    |
|                    |                    |                    |                    |                  |                  |                           |                           |                           |                           |                              |                              |                              |                              |                    |                    |                        |                        |                    |                      |                      |            |                     |                     |                    |                    |                    |                    |                            |                            |                            |                              |                              |                              |                               |                               |                    |                    |
|                    |                    |                    |                    |                  |                  |                           |                           |                           |                           |                              |                              |                              |                              |                    |                    |                        |                        |                    |                      |                      |            |                     |                     |                    |                    |                    |                    |                            |                            |                            |                              |                              |                              |                               |                               |                    |                    |
| Giuseppe 1579-1580 | Giuseppe 1579-1580 | Giuseppe 1580-1626 | Giuseppe 1580-1626 | Nicolò 1581-1644 | Nicolò 1581-1644 | Giovanni Pietro 1589-1659 | Giovanni Pietro 1589-1659 | Giovan Battista 1591-1637 | Giovan Battista 1591-1637 | Daniele Dolfin III 1593-1631 | Daniele Dolfin III 1593-1631 | Dionisio Dolfin II 1596-1634 | Dionisio Dolfin II 1596-1634 |                    |                    |                        | Giuseppe 1582-1623     | Giuseppe 1582-1623 | Giovanni I 1583-1616 | Giovanni I 1583-1616 |            |                     |                     | Nicolò 1591-1669   | Nicolò 1591-1669   |                    |                    |                            |                            |                            |                              |                              |                              |                               |                               |                    |                    |
|                    |                    |                    |                    |                  |                  |                           |                           |                           |                           |                              |                              |                              |                              |                    |                    |                        |                        |                    |                      |                      |            |                     |                     |                    |                    |                    |                    |                            |                            |                            |                              |                              |                              |                               |                               |                    |                    |
|                    |                    |                    |                    |                  |                  |                           |                           |                           |                           |                              |                              |                              |                              |                    |                    |                        |                        |                    |                      |                      |            |                     |                     |                    |                    |                    |                    |                            |                            |                            |                              |                              |                              |                               |                               |                    |                    |
|                    |                    |                    |                    |                  |                  |                           |                           |                           |                           |                              |                              |                              |                              |                    |                    | Giovanni Pietro 1611-? | Giovanni Pietro 1611-? | Giovanni 1617-1699 | Giovanni 1617-1699   | Marietta             | Marietta   | Pietro Carlo 1618-? | Pietro Carlo 1618-? | Giuseppe 1622-1657 | Giuseppe 1622-1657 | Dionisio 1624-1671 | Dionisio 1624-1671 | Marcantonio 1625-1668      | Marcantonio 1625-1668      | Daniele IV 1629-?          | Daniele IV 1629-?            | Daniele II Andrea 1631-1707  | Daniele II Andrea 1631-1707  |                               |                               |                    |                    |
|                    |                    |                    |                    |                  |                  |                           |                           |                           |                           |                              |                              |                              |                              |                    |                    |                        |                        |                    |                      |                      |            |                     |                     |                    |                    |                    |                    |                            |                            |                            |                              |                              |                              |                               |                               |                    |                    |
|                    |                    |                    |                    |                  |                  |                           |                           |                           |                           |                              |                              |                              |                              |                    |                    |                        |                        |                    |                      |                      |            |                     |                     |                    |                    |                    |                    |                            |                            |                            |                              |                              |                              |                               |                               |                    |                    |
|                    |                    |                    |                    |                  |                  |                           |                           |                           |                           |                              |                              |                              |                              |                    |                    |                        |                        |                    |                      |                      |            |                     |                     |                    |                    |                    |                    | Daniele I Nicolò 1652-1723 | Daniele I Nicolò 1652-1723 | Daniele II Marco 1653-1704 | Daniele II Marco 1653-1704   | Daniele III Zuane 1654-1729  | Daniele III Zuane 1654-1729  | Daniele IV Gerolamo 1656-1729 | Daniele IV Gerolamo 1656-1729 | Dionisio 1663-1734 | Dionisio 1663-1734 |
|                    |                    |                    |                    |                  |                  |                           |                           |                           |                           |                              |                              |                              |                              |                    |                    |                        |                        |                    |                      |                      |            |                     |                     |                    |                    |                    |                    |                            |                            |                            |                              |                              |                              |                               |                               |                    |                    |
|                    |                    |                    |                    |                  |                  |                           |                           |                           |                           |                              |                              |                              |                              |                    |                    |                        |                        |                    |                      |                      |            |                     |                     |                    |                    |                    |                    |                            |                            |                            |                              |                              |                              |                               |                               |                    |                    |
|                    |                    |                    |                    |                  |                  |                           |                           |                           |                           |                              |                              |                              |                              |                    |                    |                        |                        |                    |                      |                      |            |                     |                     |                    |                    |                    |                    |                            |                            |                            | Daniele III Daniél 1688-1762 | Daniele III Daniél 1688-1762 | Daniele IV Andrea 1689-?     | Daniele IV Andrea 1689-?      |                               |                    |                    |
|                    |                    |                    |                    |                  |                  |                           |                           |                           |                           |                              |                              |                              |                              |                    |                    |                        |                        |                    |                      |                      |            |                     |                     |                    |                    |                    |                    |                            |                            |                            |                              |                              |                              |                               |                               |                    |                    |
|                    |                    |                    |                    |                  |                  |                           |                           |                           |                           |                              |                              |                              |                              |                    |                    |                        |                        |                    |                      |                      |            |                     |                     |                    |                    |                    |                    |                            |                            |                            |                              |                              |                              |                               |                               |                    |                    |
|                    |                    |                    |                    |                  |                  |                           |                           |                           |                           |                              |                              |                              |                              |                    |                    |                        |                        |                    |                      |                      |            |                     |                     |                    |                    |                    |                    |                            |                            |                            |                              |                              | Daniele I Giovanni 1725-1752 |                               |                               |                    |                    |
|                    |                    |                    |                    |                  |                  |                           |                           |                           |                           |                              |                              |                              |                              |                    |                    |                        |                        |                    |                      |                      |            |                     |                     |                    |                    |                    |                    |                            |                            |                            |                              |                              |                              |                               |                               |                    |                    |
|                    |                    |                    |                    |                  |                  |                           |                           |                           |                           |                              |                              |                              |                              |                    |                    |                        |                        |                    |                      |                      |            |                     |                     |                    |                    |                    |                    |                            |                            |                            |                              |                              |                              |                               |                               |                    |                    |
|                    |                    |                    |                    |                  |                  |                           |                           |                           |                           |                              |                              |                              |                              |                    |                    |                        |                        |                    |                      |                      |            |                     |                     |                    |                    |                    |                    |                            |                            |                            |                              |                              | Daniele I Andrea 1748-1798   |                               |                               |                    |                    |

### Dolfindal Bancoodel Banco
Un ramo "descrittivo" del cognome dei Dolfin era quello del dal Banco, in quanto gestirono una o più banche a Venezia. A consolidare l'ascesa dei Dolfin, dunque, vi fu anche una fiorente attività finanziaria, intrapresa da questo ramo. Addirittura sino al XVI secolo, quando lo Stato monopolizzò la compravendita di denaro, essi risultano talmente assorbiti da questi impegni che la loro partecipazione alla vita pubblica sembra affievolirsi.

Gli esponenti del ramo detto dal Banco furono attivi sia dal punto di vista economico, sia dal punto di vista politico: Palazzo Dolfin a San Salvador, infatti, fu commissionato da Giovanni, fra l'altro, membro della Compagnia della Calza e quella degli Accesi. Egli fu il quarto di sei figli, di Giovanni Dolfin e di Chiara Vendramin. Sempre un altro membro del dal Banco fu Andrea (*1541 †1602), procuratore di San Marco. Quest'ultimo non bisogna confonderlo con un banchiere omonimo (*1508 †1573), di Giovanni detto Zuanne di Daniele, membro del Consiglio dei Dieci, sposato con Cristina Mocenigo, dai quali si ricordano quattro figli:
|                    |                    |                   |                                          |                     |                     |                 |                 |
|                    |                    |                   | Andrea 1508-1573 1 sp. Cristina Mocenigo |                     |                     |                 |                 |
|                    |                    |                   |                                          |                     |                     |                 |                 |
|                    |                    |                   |                                          |                     |                     |                 |                 |
| Giovanni 1529-1584 | Giovanni 1529-1584 | Daniele 1530-1572 | Daniele 1530-1572                        | Benedetto 1539-1615 | Benedetto 1539-1615 | Leonardo ?-1567 | Leonardo ?-1567 |

Sulla caduta del ramo dei dal Banco si conosce la data precisa: Il 9 agosto 1570. I motivi sono noti tramite la biografia del vescovo di Brescia Giovanni Dolfin, membro dello stesso ramo. Mentre la sua carriera si stava affermando agli occhi della Santa Sede, il quale lo apprezzava soprattutto per le sue abilità diplomatiche, il banco del padre, già in difficoltà a causa di un'eccessiva esposizione, diventava sempre più incapace di gestire la rapida spirale dell'insolvenza, aggravata anche dalla dichiarazione di fallimento di alcuni dei suoi principali debitori, e infine collassò con un clamoroso crollo economico. Questo avvenimento venne dunque riportato quel giorno dal Cardinale Giovanni Antonio Facchinetti, futuro Innocenzo IX, dove scrisse:
"È fallito il banco Dolfin [...] ch'era di grandissimo credito".
Si trattò di un vero e proprio disastro finanziario, una catastrofe totale. Secondo quanto riporta Facchinetti, il fallimento sarebbe ammontato a 500.000 scudi, tanto che Venezia, con numerosi interessati e in gravi difficoltà, era "tutta sottosopra". Andrea e i figli Daniele e Benedetto furono con lui incarcerati per non aver rispettato i termini di pagamento, e minacciati di ergastolo. I loro beni furono sequestrati e il titolo di patrizio perduto. Tuttavia le pene risultarono agli occhi dei contemporanei particolarmente aspre.

### Dolfin-Boldù
Nel XIX secolo, dall'unione della famiglia Boldù, nacque il ramo Dolfin-Boldù. Questa, assieme alla casata principale, fece parte dell'alta nobiltà del Regno Lombardo-Veneto, appartenente dunque alla monarchia asburgica. Nel 1817 la famiglia ottenne la conferma nobiliare e fra il 1819 e il 1820 il conferimento della dignità di conte austriaco. La famiglia Dolfin-Boldù servì anche l'imperatore d'Austria: i conti Leonardo e Giovambattista Dolfin-Boldù in qualità di ciambellani nel 1838, mentre l'Imperatrice nominò la moglie del primo, Anna Maria Coninck, Dama dell'Ordine della Croce stellata nel 1825. Dei Dolfin, Lucrezia fu dama di compagnia dell'imperatrice nel 1839. Nel 1841 Leonardo Dolfin ottenne anch'egli il titolo di Conte dell'Impero Austriaco. Il ramo Dolfin-Boldù nasce con il Matrimonio di Leonardo Dolfin e Lucrezia Boldù del ramo San Felice.
|                    |                                          |                                          |                    |                                                |                     |                   |                   |                    |                    |
|                    |                                          |                                          |                    | Leonardo Dolfin 1784-1850 1 sp. Lucrezia Boldù |                     |                   |                   |                    |                    |
|                    |                                          |                                          |                    |                                                |                     |                   |                   |                    |                    |
|                    |                                          |                                          |                    |                                                |                     |                   |                   |                    |                    |
|                    | Girolamo 1818-1887 1 sp. Cecilia Bucchia | Girolamo 1818-1887 1 sp. Cecilia Bucchia |                    | Francesco 1820-1888                            | Francesco 1820-1888 | Paolina 1822-1880 | Paolina 1822-1880 | Giuseppe 1824-1885 | Giuseppe 1824-1885 |
|                    |                                          |                                          |                    |                                                |                     |                   |                   |                    |                    |
|                    |                                          |                                          |                    |                                                |                     |                   |                   |                    |                    |
| Giuseppe 1857-1885 | Giuseppe 1857-1885                       | Leonardo 1855-1890                       | Leonardo 1855-1890 | Lucrezia 1862-?                                | Lucrezia 1862-?     |                   |                   |                    |                    |

## Simboli

### Armoriale
Nel corso dei secoli lo stemma dei Dolfin è cambiato una volta, confermando lo stemma col triplo delfino del 1204 o 1240, voluto da Gregorio, duca di Candia. In quanto la famiglia ha dato un Doge alla Repubblica, nel cimiero è segnato il corno ducale, senza però alcun tipo di mantello. Il titolo comitale e il relativo stemma è stato assegnato per la prima volta durante l'annessione del Veneto all'Impero Asburgico.

Scudo della famiglia Dolfin (pre-1240)[25][126][127]
Scudo della famiglia Dolfin (post-1240)[128][129][130][131]
Stemma dei Conti Dolfin[124][125][N 26]

Nel 1369 Giacomo Dolfin, ambasciatore presso il duca Leopoldo III d'Austria, venne da quest'ultimo nominato cavaliere. Leopoldo fece dono a Giacomo della croce bianca, simbolo da apporre nello scudo, tuttavia nelle sue ultime volontà non v'è parola circa lo stemma. Ciò potrebbe essere dunque una leggenda, nata allo scopo di motivare l'uso di quel simbolo da parte di discendenti indiretti. Un'altra versione è quella di Vittorio Spreti, nel secondo volume dell'Enciclopedia storico-nobiliare italiana del 1935, dove mostra due famiglie Dolfin, la prima con i tre delfini su campo azzurro, ereditari del titolo di conte, mentre l'altra ha la blasonatura identica al primo stemma, ma con una crocetta bianca in capo a destra, simbolo di un matrimonio non aristocratico e dell'eredità del titolo di nobili dell'Impero austriaco.

Scudo dei nobili Dolfin[123]
Stemma dei nobili Dolfin[133][N 26]

### Motto

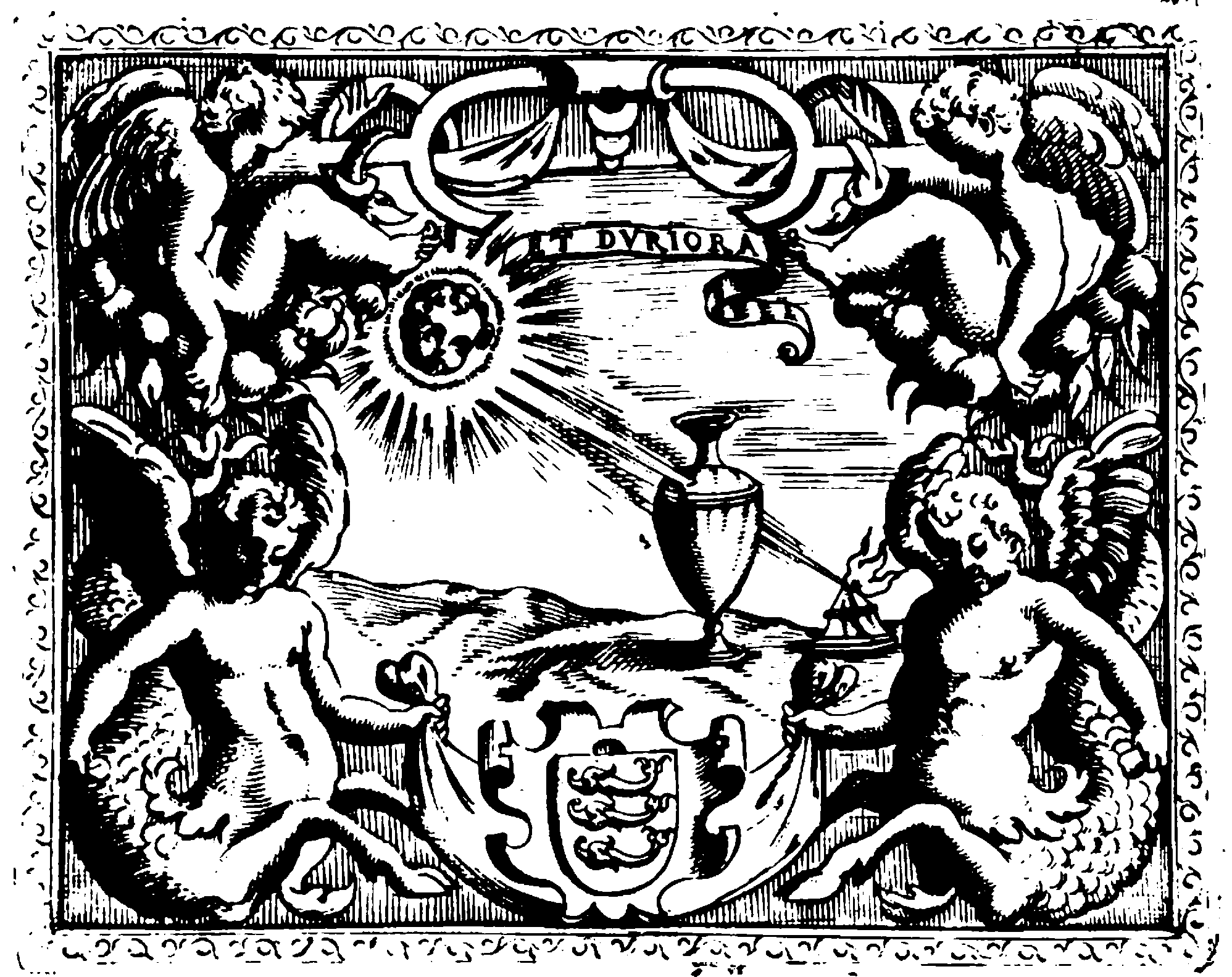
Et duroria di Andrea Dolfin ne Le imprese illustri di Jeronimo Ruscelli, 1566.

Pare che la famiglia non disponesse di un proprio motto. È però nota l'impresa di Andrea Dolfin, membro della Compagnie della Calza, ossia "Et duroria". Jacopo Gelli nella sua celebre opera Motti, divise imprese di famiglie e personaggi italiani, ricorda questa storia: 
N. 666 - Et duriora: E cose più dure. Tra Ie molte famiglie che resero celebre Venezia, vi fu nel passato quella dei Dolfini, detta più tardi Dolfino e Dolfin, l'ultimo dei quali sposò la bella (e generosa di sèi Caterina Tron, spasimo e gioia di (pianto di più nobile ebbe nel settecento Venezia).

Andrea Dolfin, che nel 1636 (aveva 32 anni) era Procuratore di San Marco, volendo far conoscere la sua decisione di riescire con l'intelletto e l'opera degno figlio di Venezia, levò l'impresa del sole, che, battendo co' raggi in un vaso di Vetro pieno d'acqua, con il riflesso che dalla opposta parte esce rompe e divide un diamante, percosso dal fuoco ili detto riflesso. E codesta impresa e molto, egli conservò, anche quando fece sorgere la Compagnia della Calza, con lo scopo di dare onorato piacere alla Patria, a spese dei nobili soci, che in feste meravigliose spesero tesori.

## Palazzi e dimore
Nei corso dei secoli i membri della famiglia, grazie alla loro ricchezza, hanno potuto edificare ed acquistare palazzi e dimore sul territorio conquistato dalla Serenissima nel corso della sua esistenza. Le più note sono nella città di Venezia, numerose altre nella sua provincia. Esse sono sparse inoltre per le provincie venete di Padova, Treviso, Rovigo e Vicenza. Sono presenti anche in Friuli-Venezia Giulia e una nella città di Crema. I principali, quelli a Venezia, sono:
- Palazzo Dolfin Manin, venduta alla Banca d'Italia;
- Ca' Dolfin, venduta all'Università Ca' Foscari;
- Palazzo Dolfin, edificio ad uso privato.

## Nella cultura di massa
- La trama del giallo di Donna Leon del 2000, Friends in High Places, ambientata nella Venezia contemporanea, coinvolge gli attuali ma immaginari discendenti della famiglia Dolfin, i quali sono eccessivamente orgogliosi della loro discendenza dal doge del XIV secolo.
- Un romanzo del 2023 intitolato Il fratello proibito, di Dafne Chevalier, parla di un fidanzamento combinato tra la nobile Lucrezia Contarini e Damiano Dolfin, uno degli scapoli più ricchi di Venezia.[135]
- Andrea Delfin è un romanzo di Paul Heyse del 1859 il quale tratta la storia di Andrea Dolfin procuratore di San Marco.
- Caterina Dolfin, assieme a suo marito Andrea Tron, è la protagonista del romanzo storico L'amante del Doge, di Carla Maria Russo. La vicenda prende spunto dalla loro relazione, molto discussa nella Venezia del Settecento.
- Una leggenda popolare ebbe origine verso la seconda metà del Cinquecento, quando Nicolò Foscari sposò Elisabetta Dolfin, nota come "La Malcontenta". Questa fu accusata di infedeltà e, per questa accusa, fu rinchiusa dal maritoi per trent'anni nella villa progettata da Palladio lungo il Brenta. Durante questo lungo isolamento, la villa divenne incolta e nessuno la vide mai uscire o affacciarsi dalle finestre. Si racconta che il suo spirito, vestito di nero con capelli rossi, appaia ancora nelle prime luci dell'alba nella stanza di Armida e nel giardino posteriore, simbolo di un desiderio inappagato di libertà.[136]
- Ne La leggenda del Piave, film del 1952 ambientanto nel periodo della Grande Guerra, i protagonisti della trama sono la Contessa Giovanna e suo marito il Conte Riccardo.
- In una tragedia in cinque atti pubblicata nella rivista americana Poet Lore, viene citato, in qualità di personaggio, un Senatore Dolfin.[137]
- Due isolotti e due rocce della Croazia, nell'arcipelago delle isole Quarnerine, prendono il nome di Scogli Dolfin.
- Il Museo diocesano di Udine ha come logo i tre delfini dello stemma della famiglia.[138]

## Galleria d'immagini

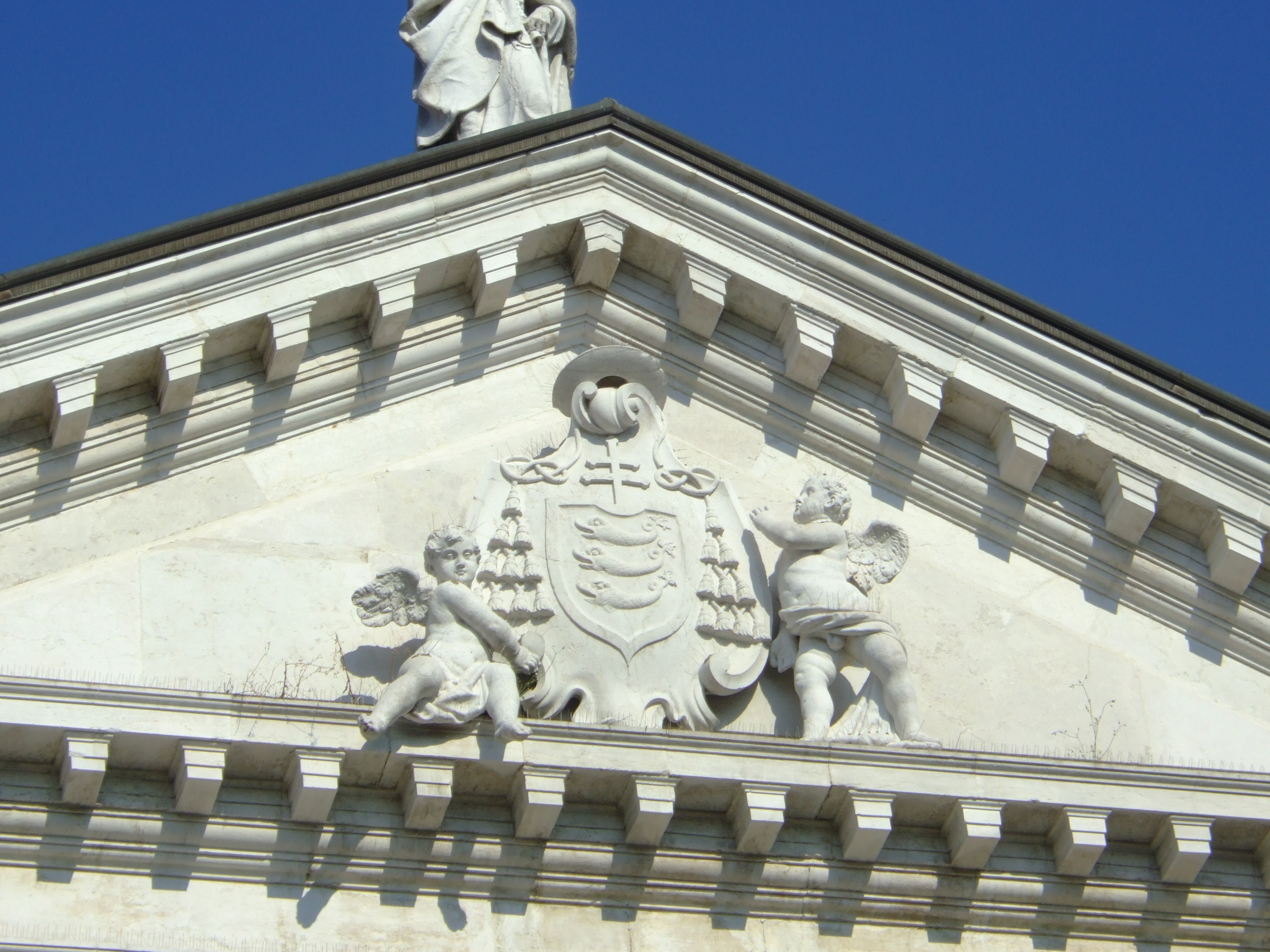
Insegna comune ai patriarchi Dolfin a sul timpano della Chiesa di Sant'Antonio Abate (Udine)
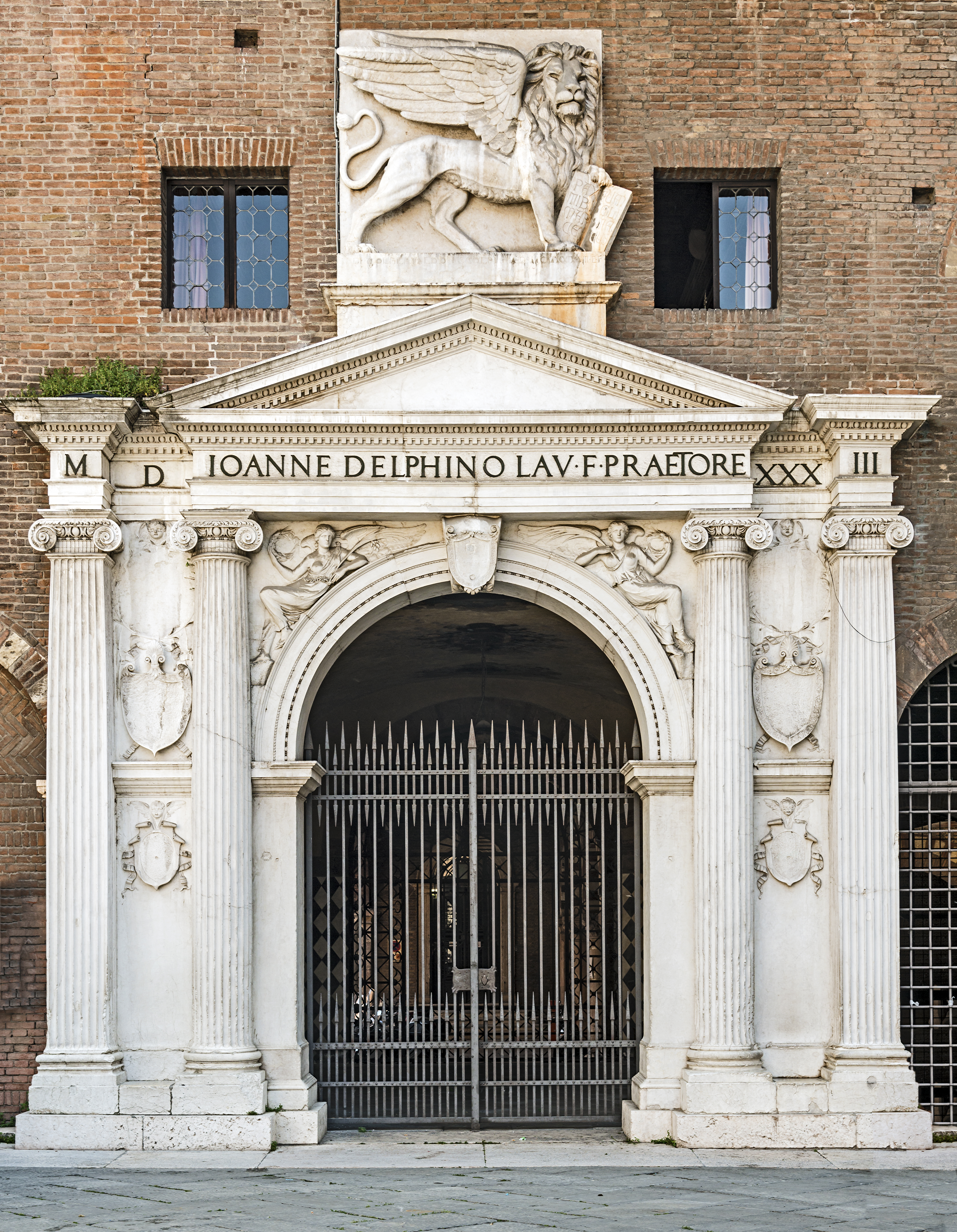
Il portale che adorna il lato del Palazzo del Podestà verso piazza dei Signori a Verona è stato commissionato nel 1533 da Giovanni Dolfin a Michele Sanmicheli.
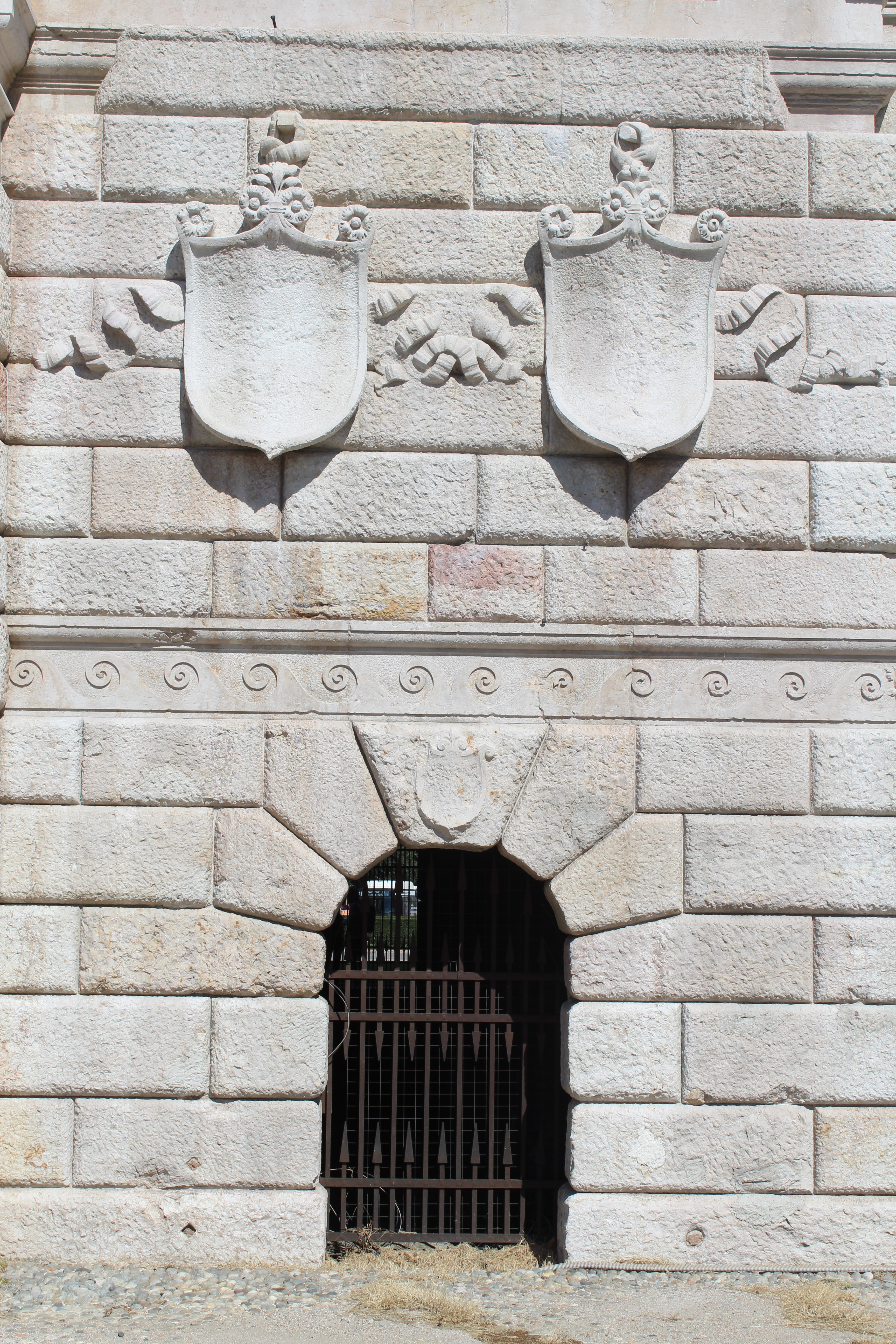
A Porta Nuova, mura difensiva edificata tra il 1532 e il 1540 su ordine di Giovanni Dolfin, podestà di Verona.[139][N 27]
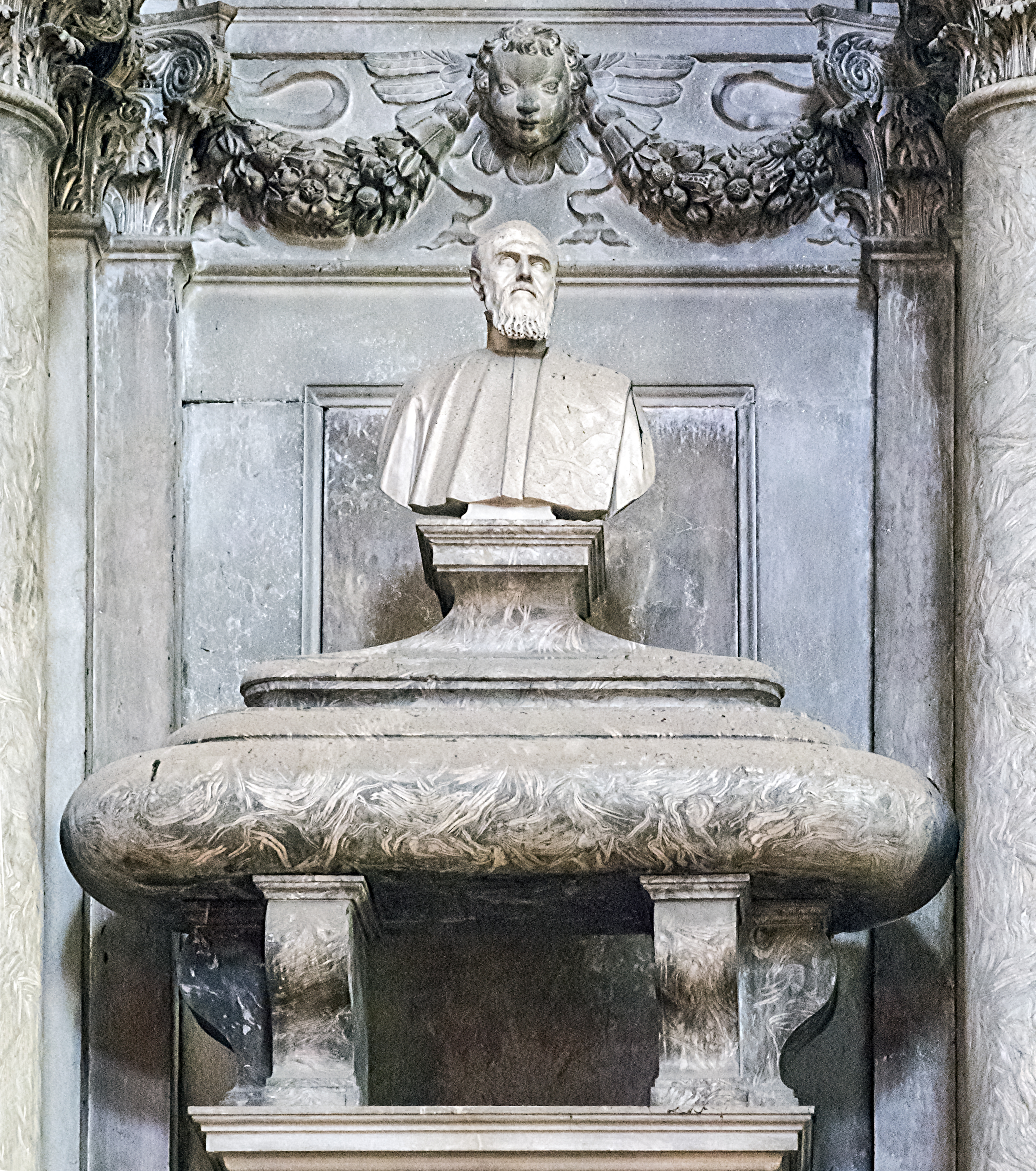
Girolamo Campagna, Busto funerario del procuratore Andrea Dolﬁn (1541-1602), Venezia, Chiesa di San Salvador.
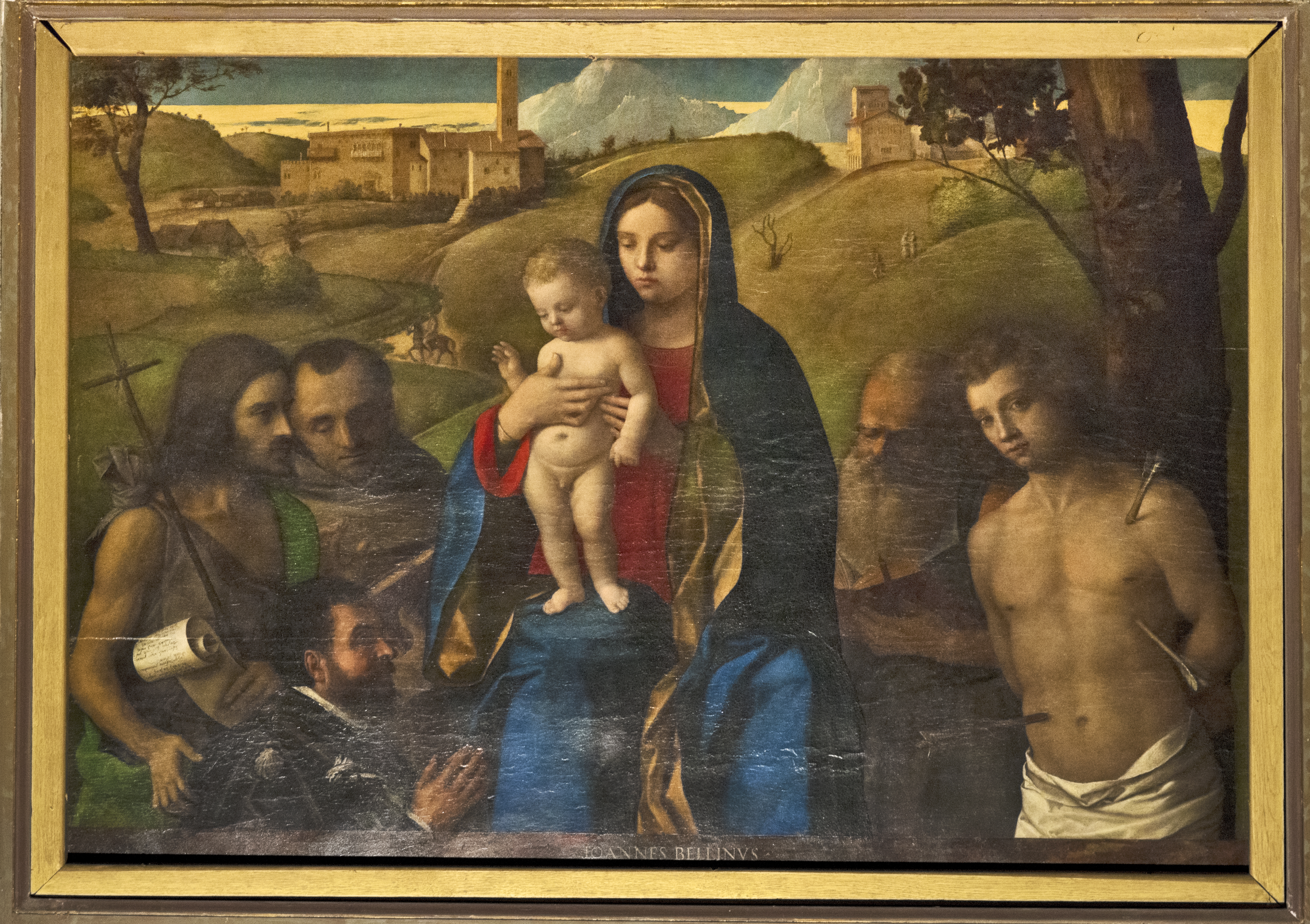
Giovanni Bellini, Madonna col Bambino, quattro santi e un donatore o Sacra Conversazione Dolfin. Inginocchiato con le mani in preghiera, il committente Giacomo Dolfin.
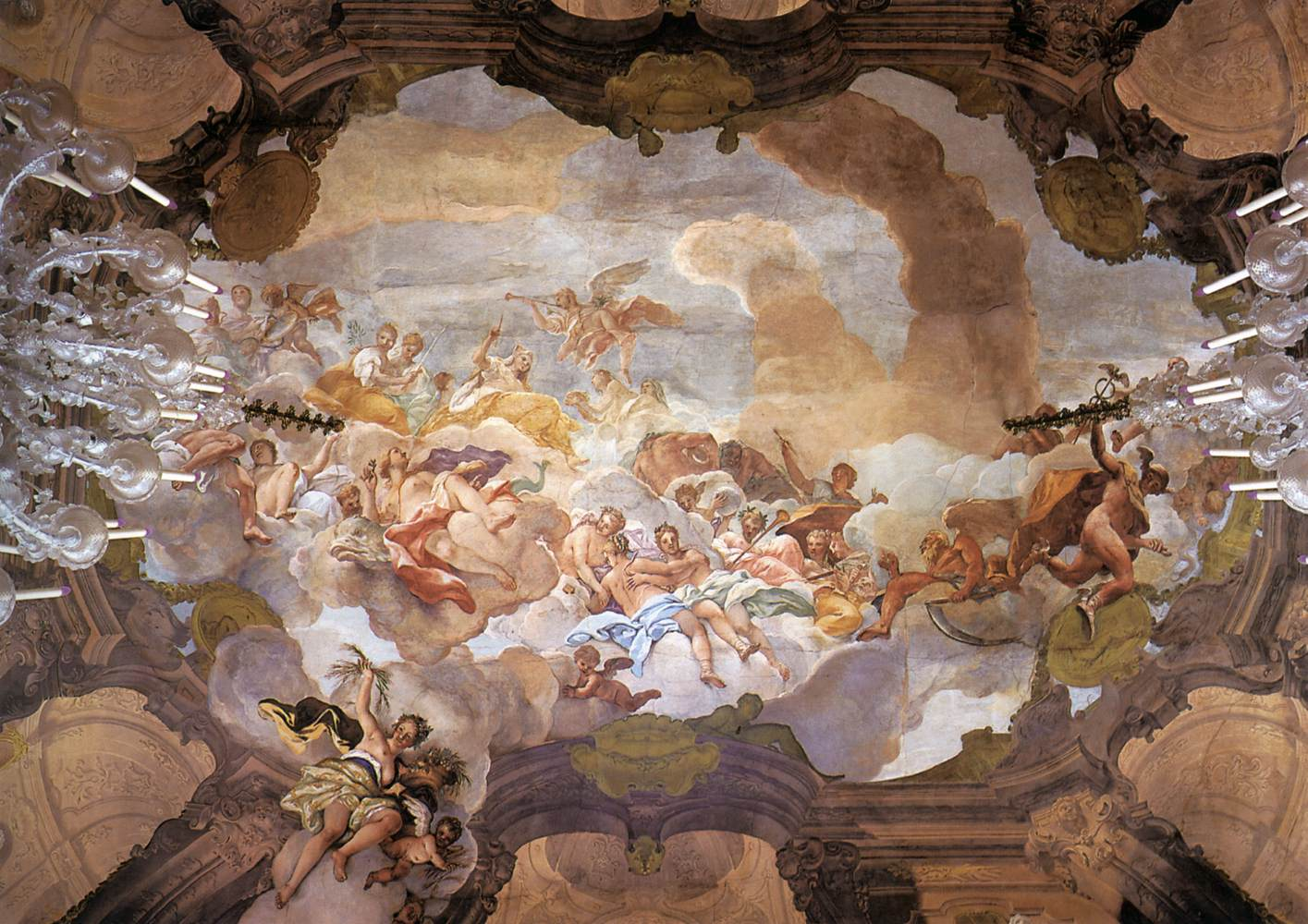
Niccolò Bambini con quarature di Antonio Felice Ferrari, Apotesosi della famiglia Dolfin, 1714, affresco del salone di Ca' Dolfin.

### Esplicative
1. ↑  Cfr. Pietro Dolfin e Zaccaria Dolfin.
2. 1 2  Secondo la leggenda.
3. ↑  Giovanni Dolfin (1303–1361) fu doge della Repubblica di Venezia dal 1356 alla sua morte.
4. ↑  Chiara Dolfin (...–1630 circa) fu dogaressa della Repubblica di Venezia dal 1625 al 1629.
5. ↑  Sia nel Regno d'Italia che nell'Impero Asburgico. Entrambi senza feudo.
6. ↑  Nel 1369 Giacomo Dolfin ambasciatore presso il Duca Leopoldo III d'Asburgo, trattò e ottenne la rinuncia alle ragioni austriache su Trieste e venne da lui nominato cavaliere.
7. ↑  Secondo la prima fonte attestata.
8. ↑  La famiglia risulta ascritta ascritta già al consiglio nel 703. Per tutte le informazioni confrontare: Ganzer, pp. 43-44.
9. ↑  Un esempio è il matrimonio tra Lorenzo Dolfin e Giovanetta Morosini (XV secolo), il quale rafforzò le reti commerciali e l’accesso a capitali, garantendo stabilità e fiducia tra le famiglie. A differenza di Firenze (dove il commercio si basava su contratti tra mercanti, con aziende gestite come società indipendenti), Venezia basava il commercio basati sui legami familiari.
10. ↑  Un esempio di commissione dolfiniana è il Ritratto di Jacopo Dolfin del 1531.
11. ↑  Alcuni dei principali teatri ove anche Antonio Vivaldi ebbe modo di condurre le prime di numerosi concerti furono i teatri Dolfin di Treviso.
12. ↑  Anticamente noti come cha Dolphyn.
13. ↑  La lettera recita così: 

«Settembre 1784 / A Sua Eccellenza il Cavalier Delfino Ambasciatore della Repubblica di Venezia in Passy presso Parigi. / Signore! gli Stati generali d'America radunati in Congresso giudicando che una corrispondenza fondata sui principii di eguaglianza, reciprocità ed amicizia fra i detti Stati Uniti e la Serenissima Repubblica possa essere di scambievole vantaggio ad ambe le nazioni, in data del 12 di maggio passato spiccarono le loro commissioni sotto il sigillo dei medesimi Stati ai sottoscritti, come lor ministri plenipotenziarii, dando ad essi o alla lor maggiorità la plenipotenza ed autorità di conferire e negoziare per gli Stati stessi ed in pro nome con l'ambasciatore della Serenissima Repubblica di Venezia, munito che sia del necessario potere relativo ad un trattato d'amicizia e di commercio, di fare e ricevere proposizioni per tale trattato, concludere e sottoscrivere lo stesso, trasmettendolo ai suddetti Stati Uniti radunati in Congresso, per la finale ratificazione. Noi abbiamo ora l'onore d'informare V. E. d'aver ricevuto questa commissione nella dovuta forma ed esser qui pronti ad entrare nelle negoziazioni, ogni qual volta sarà Lei fornita d'una plenipotenza dalla detta serenissima Repubblica di Venezia a tale oggetto. / Abbiamo inoltre l'onore di chiedere da V. E. che voglia ciò partecipare alla di lei Corte e di essere con tutto il rispetto Di V. E. umilissimi obbedientissimi servitori / John Adams, Benjamin Franklin, Thomas Jefferson.»

Sempre secondo le ricerche di Romanin, la lettera in questione in lingua originale con le sottoscrizioni autografate si trova nella raccolta dei dispacci in Francia dello stesso Daniele, nella filza 261 dell'Archivio.
14. ↑  Con l'articolo 4 del Regio Decreto del 15 giugno 1889, le commissioni locali regionali della consulta araldica, dovettero iscrivere d'ufficio le famiglie italiane che erano "nell'attuale legittimo possesso di titoli nobiliari già registrati in analoghi elenchi o Libri d'Oro dei cessati governi italiani preunitari o che ottennero dai medesimi infeudazioni, investiture, concessioni, rinnovazioni o riconoscimenti di titoli nobiliari, o che furono regolarmente ascritte ai registri di Comuni che godevano di una vera nobiltà civica o decurionale".
15. ↑  L'unione fra Bertucci Contarini e Laura Dolfin diede vita al 95° Doge Francesco Contarini. Per altre informazioni sui matrimoni Dolfin-Contarini confrontare Merelo, passim.
16. ↑  La Dogaressa Chiara Dolfin fu moglie del 96° Doge Giovanni I Corner. Ebbero numerosi figli, fra cui il cardinale Federico Corner e il 101° Doge Francesco Corner.
17. ↑  Vedi sezione.
18. ↑  Famosa è la storia romantica fra Andrea Tron e Caterina Dolfin, la quale questa però era sposata con Marcantonio Tiepolo.
19. ↑  L'unione fra Lorenzo Altieri e Vittoria Dolfin diede vita al futuro papa Clemente X.
20. ↑  Un esempio fu il già citato Nicolò di Marco Dolfin, 22º Capitano di Cipro dal 1522 al 1525, succeduto da Andrea II di Andrea Donà.
21. ↑  Prima del dogado ricoprì i ruoli di Giudice di petizion nel 1345 e Procuratore di San Marco de supra nel 1350.
22. ↑  Ricoprì i ruoli di Provveditore Generale in Dalmazia e Albania dal 1692 al 1696, Provveditore Generale delle Isole nel 1699, inviato speciale presso Leopoldo I 1700, Provveditore Generale da Mar dal 1714 al 1716, Ambasciatore presso la Confederazione polacco-lituana nel 1717.
23. ↑  Già camerlengo, fu anche ambasciatore presso la Confederazione polacco-lituana, Regno di Francia, la Spagna asburgica e la Santa Sede.
24. ↑  Daniel 3° Zuanne, cavaliere della Stola d'Oro e bailo a Costantinopoli, sposò Bianca Bembo Valier, erede del fedecommesso voluto dal doge Silvestro Valier a favore del congiunto Silvestro Bembo (discendente della zia materna Bianca moglie di Benedetto Bembo) con l'obbligo di aggiungere al proprio il cognome Valier.  Crf. I palazzi veneziani, testo di Alvise Zorzi; fotografie di Paolo Marton, Udine, Magnus, 1989, p.479.
25. ↑  Giovanni è citato come Zuanne, figlio di Lorenzo del ramo di S. Salvador di Riva del Ferro.
26. 1 2  Stemma utilizzato nel periodo della monarchia asburgica.
27. ↑  Fra gli armoriali in pietra presenti sulle mura della porta, è qui fotografato, a sinistra, lo scudo della famiglia, tuttavia gravemente rovinato.

### Riferimenti
1. ↑  Crollalanza, p. 252.
2. ↑  Mas Latrie, p. 850.
3. ↑   Indice generale delle famiglie presenti nell'elenco dei titolati italiani e nell'annesso blasonario generale italiano - Lettera D., su Accademia Araldica Nobiliare Italiana, 2021. URL consultato il 6 febbraio 2025.
4. 1 2 3  Chojnacki, Treccani.
5. ↑  Raines, p. 58
6. 1 2  Zorzi 2012, pp. 123-124.
7. ↑  Zorzi 2012, p. 246.
8. ↑  Maschietto, p. 4.
9. 1 2 3  Mantoan, Quaino, p. 175.
10. ↑  Raines, p. 31
11. 1 2 3 4 5 6  Scifoni, p. 340.
12. 1 2  Da Mosto, pp. 192-194.
13. ↑  Cicogna, p. 340.
14. 1 2 3 4 5 6 7 8  Mantoan, Quaino, p. 176.
15. ↑  Andrews, Bourdua, pp. 51-75.
16. 1 2  Morche, pp. 11-197.
17. ↑  Schultz, pp. 1070-1071.
18. ↑  Stahl, pp. 351-364.
19. ↑  Goy, pp. 79, 86-87.
20. ↑  Romano, pp. 94-95.
21. ↑  Merelo, pp. 13, 17-18, 23-24.
22. ↑  Labalme, White, pp. 43-72.
23. ↑  Ferraro, pp. 106-107.
24. ↑  Molmenti, p. 259.
25. 1 2 3 4 5 6  Ganzer, p. 43.
26. 1 2  Per tutte le informazioni sulla famiglia cfr. Mantoan, Quaino, pp. 180-184. Inoltre per Daniele IV Gerolamo Mantoan, Quaino, pp. 185-191.
27. ↑  Radassao, pp. 129, 131-287.
28. ↑   Studi Veneziani, 1999,  p. 274. URL consultato il 2 giugno 2025.
29. ↑  (EN) Rona Goffen e Giovanni Bellini, Giovanni Bellini, Yale University Press, 1º gennaio 1989,  pp. 260 e 314, ISBN 978-0-300-04334-1. URL consultato il 2 giugno 2025.
30. 1 2  Sansovino, Martinioni, p. 388.
31. ↑  Bruschi, p. 331.
32. 1 2  Heller, Marinelli, p. 68.
33. 1 2  Wilk, pp. 26, 317.
34. ↑  Paiano, pp. 33-35.
35. ↑  Wilk, pp. 298, 497.
36. ↑  Paiano, p. 30.
37. ↑  Mancini, Muraro, Povoledo, pp. 50, 77.
38. ↑  Talbot, p. 115.
39. ↑   La bella selvaggia/Lettera di dedica - Wikisource, su  it.wikisource.org. URL consultato il 27 maggio 2025.
40. ↑  Pavanello, Treccani.
41. ↑  Castagnetti, p. 153.
42. ↑  Giustiniani, pp. 256-258.
43. ↑  Schröder 1830, p. 294.
44. 1 2  Bettinelli, p. 61.
45. 1 2 3 4 5 6 7 8 9  Cessi, p. 100.
46. ↑  Vanzon, p. 913.
47. 1 2  d'Harmonville, p. 780.
48. 1 2  Tassini, p. 221.
49. ↑  Scuola Grande.
50. ↑  Sanudo, p. 49.
51. ↑   Biblioteca del Museo Correr (a cura di), Codice Correr 1498, Venezia, Nuova Biblioteca Manoscritta. URL consultato il 25 marzo 2025.
52. ↑  Freschot, pp. 48-49.
53. ↑  Stringa, pp. 18, 57v.-79v.
54. ↑  Rubbi, p. 76.
55. ↑  Boito, pp. 258-259, 323.
56. ↑  Muir, p. 90.
57. 1 2  Zorzi 2021, p. 60.
58. ↑   Ennio Concina, Fabrizio Crivello e Doretta Davanzo Poli, San Pietro e San Marco: Arte e iconografia in area adriatica, Gangemi Editore, 1º aprile 2016,  p. 160, ISBN 978-88-492-1050-7. URL consultato il 29 aprile 2025.
59. 1 2  Benzoni 1, Treccani.
60. ↑  (EN) Domenico Tintoretto’s Miracle of the Ring of Saint Mark for the Scuola Grande di San Marco, su Save Venice Inc.. URL consultato il 23 gennaio 2025.
61. 1 2  Zorzi, Il Gazzettino.
62. ↑  Lazzarin, Mercurio.
63. ↑  Bussolin.
64. ↑  Mantoan, Quaino, p. 178.
65. ↑  Scarpa 1, Treccani.
66. ↑  Scarpa 2, Treccani.
67. 1 2  Bianchini, Treccani.
68. ↑  Richard, pp. 129-130.
69. ↑  Albrizzi, pp. 373-374.
70. ↑  Leeds.
71. 1 2  Zaccaria 1991, Treccani.
72. ↑  Bryce, p. 100.
73. ↑  Trivellato, Mazzariol, Dorigato, p. 201.
74. ↑  Adams, Sede Vacante 1691.
75. ↑  Benzoni 2, Treccani.
76. ↑  AA.VV., Treccani.
77. ↑  Setton, p. 174.
78. ↑  Talbot 2.
79. ↑  De Simone.
80. 1 2  Sardelli, p. 2.
81. ↑   Giovanni Dolfin, Parnasso, Utrecht, 1730, DOI:10.3931/e-rara-52005. URL consultato il 14 febbraio 2025.
82. ↑   Giovanni Dolfin, Tragedie del Cardinal Giovanni Delfino, Roma, appresso Gio. Maria Salvioni nell'archiginnasio della Sapienza, 1733. URL consultato il 6 febbraio 2025.
83. ↑   Giovanni Dolfin, Le tragedie di Giovanni Delfino senatore veneziano, poi patriarca d'Aquileja, e cardinale di Santa Chiesa, cioe La Cleopatra, Il Creso, La Lucrezia, Il Medoro, Padova, presso Giuseppe Comino, 1733. URL consultato il 6 febbraio 2025.
84. ↑   Giovanni Dolfin, Il Creso tragedia di Giovanni Delfino, Napoli, pei tipi di Nunzio Pasca, 1833. URL consultato il 6 febbraio 2025.
85. ↑  Mantoan, Quaino, p. 179.
86. ↑  Mantoan, Quaino, p. 196.
87. ↑  Bassi, p. 213.
88. ↑   Lettere della famiglia Mozart - v. 1.107 - Lettera 232, su mozartiana.org. URL consultato il 13 gennaio 2025.
89. ↑   Lettere della famiglia Mozart - v. 1.107 - Lettera 234, su mozartiana.org. URL consultato il 13 gennaio 2025.
90. ↑  Celotti, pp. 187-233.
91. ↑  Celotti, p. 192.
92. ↑  Pelizza, p. 215.
93. ↑  Romanin, p. 230.
94. 1 2  Mantoan, Quaino, p. 183.
95. ↑  Tivaroni, p. 416.
96. ↑   Bollettino ufficiale della Consulta Araldica del Regno, Vol. 3, 6ª ed., Roma, Stab. tip. G. Civelli, 1893,  pp. 141-142. URL consultato il 1º giugno 2025.
97. ↑   Bollettino ufficiale della Consulta araldica, Vol. 1, 1ª ed., Roma, Stab. tip. G. Civelli, 1891,  p. 94. URL consultato il 1º giugno 2025.
98. ↑  Borella.
99. ↑   Nuova Biblioteca Manoscritta (a cura di), Vite di tre personaggi illustri della famiglia Gradenigo benemeriti della letteratura nel secolo XVIII pubblicate nelle faustissime nozze Gradenigo-Dolfin., su nbm.regione.veneto.it. URL consultato il 3 giugno 2025.
100. ↑   Catalogo generale dei Beni Culturali (a cura di), frontespizio per le nozze Manin Dolfin motivi decorativi vegetali, su catalogo.cultura.gov.it. URL consultato il 3 giugno 2025.
101. ↑   Andrea Cesalpino, Per le nobilissime nozze Dolfin - Correr, Seminario, 1847. URL consultato il 3 giugno 2025.
102. ↑   Carlo Goldoni, Delli componimenti diversi di Carlo Goldoni, G. Pasquali, 1764,  p. 180. URL consultato il 3 giugno 2025.
103. ↑  Howard, p. 49.
104. ↑  Del Negro, Treccani.
105. ↑  Ponso, Treccani.
106. ↑  Ganzer, p. 43.
107. ↑  Benzoni 3, Treccani.
108. ↑  Preto, Treccani.
109. 1 2  Borgo, p. 1.
110. 1 2 3  Benzoni 4, Treccani.
111. ↑  Borgo, p. 7.
112. ↑  Gaeta, p. 326.
113. ↑  Genealogisches Handbuch des Adels, p. 518f.
114. ↑  Danelli, Bortolotti, p. 209.
115. ↑  Beobachter, p. 1326.
116. ↑  Handbuch des Kaiserthumes, p. 97.
117. ↑  Schröder 1831, p. 463.
118. ↑  Schönwetter, p. 79.
119. ↑  von Seyfried, p. 49.
120. ↑  Rubler, von Stubenrauch, p. 529.
121. ↑  Boaretto, Bitto, pp. 3-4.
122. ↑  Leader, pp. 35-36.
123. 1 2 3  Spreti, p. 619.
124. 1 2  Schindler, p. 20.
125. 1 2  Tyroff 1856, p. 42.
126. ↑  Anonimo, pp. 18-18v.
127. ↑  Biblioteca Estense Universitaria.
128. ↑  Freschot, p. 308.
129. ↑  Joppi, p. 38.
130. ↑  Di Montauto, pp. 46, 166.
131. ↑  (LA, DE) Venetorum Tomus, su Digitale Bibliothek - Münchener Digitalisierungszentrum,  p. 50. URL consultato il 12 gennaio 2025.
132. 1 2  Salmini, Treccani.
133. ↑  Tyroff 1834, p. 19.
134. ↑  Gelli, p. 249.
135. ↑   Dafne Chevalier, Il fratello proibito, HaperCollins Italia, 16 gennaio 2023, ISBN 978-88-305-4581-6. URL consultato il 29 aprile 2025.
136. ↑   La Malcontenta e la leggenda di Elisabetta Dolfin, celata fra le mura di Villa Foscari | 1600Venezia, su 1600.venezia.it. URL consultato il 28 maggio 2025.
137. ↑  (EN) Poet Lore, Vol. 26, 5ª ed., Biblioteca dell'Università del Michigan - Writer's Center, 1915,  p. 529. URL consultato il 20 gennaio 2025.
138. ↑   Museo diocesano di Udine - homepage, su musdioc-tiepolo.it. URL consultato il 16 gennaio 2025.
139. ↑  Davies, Hemsoll, p. 244.

### Studi e pubblicazioni
- Francesca Borgo, Il procuratore e il banchiere: una nota per Andrea Dolfin (PDF), in Studi Veneziani, Vol. 58, Saint Andrews, Università di St Andrews, 2009, DOI:10.1400/123706, ISSN 0392-0437 (WC · ACNP).
- Nicola Boaretto e Alice Bitto, Dolfin Boldù (PDF), a cura di Ministero per i beni e le attività culturali e per il turismo - Direzione generale archivi - Archivio di Stato di Padova, Inventario n.88, 2019,  pp. 3-4. URL consultato il 16 gennaio 2025.
- Andrea Pelizza, I secoli di Venezia, dai documenti dell’Archivio di Stato (PDF), Venezia, Università Ca' Foscari, febbraio 2022,  p. 215. URL consultato il 1º febbraio 2025.
- Ministero per i beni e le attività culturali e per il turismo, Cancellerie austriache e cancelleria del viceré (PDF), a cura di T. Danelli, M. P. Bortolotti, Milano, Archivio di Stato di Milano, dicembre 2013.
- Andrea Castagnetti, La società veneziana nel medioevo. I. Dai tribuni ai giudici, a cura di Università degli Studi di Verona, Verona, Libreria Universitaria Editrice, 1992.
- Maria Celotti, Daniele Andrea Dolfin e Benjamin Franklin nella Parigi dell’illuminismo e alla corte di Versailles ai tempi della Guerra d’Indipendenza americana (PDF), in Studi veneziani, Venezia, Fabrizio Serra Editore, 2017. URL consultato il 12 febbraio 2025.
- Dorit Raines, Cooptazione, aggregazione e presenza al Maggior Consiglio: le casate del patriziato veneziano, 1297-1797, Firenze, Firenze University Press, 2003, DOI:10.1400/16835, ISSN 1724-7446 (WC · ACNP). URL consultato il 30 maggio 2025.
- (EN) Frances Andrews e Louise Bourdua, The notary, the sculptor, the friar and the doge: Giovanni Dolfin and his creditors in mid-fourteenth-century Venice, a cura di Peter D. Clarke, Michael J.P. Robson, Turnhout, Brepols Publishers, 1º gennaio 2024, DOI:10.1484/M.BCEEC-EB.5.141704, ISSN 2506-8024 (WC · ACNP).
- (EN) Franz-Julius Morche, Profit and Commitment: Lorenzo Dolfin and the Commercial Family in Venetian Long-Distance Trade, c.1399-1475, a cura di Università di Heidelberg, Heidelberg, 13 gennaio 2020, DOI:10.11588/heidok.00027656.
- (EN) Warren C. Schultz, Georg Christ. Trading Conflicts: Venetian Merchants and Mamluk Officials in Late Medieval Alexandria, in Renaissance Quarterly, Vol. 66, n. 3, Cambridge, Stamperia dell'Università di Cambridge, 20 novembre 2018, DOI:10.1086/673662.
- (EN) Alan M. Stahl, Where the Silk Road Met the Wool Trade: Venetian and Muslim Merchants in Tana in the Late Middle Ages, in Crusading and Trading between West and East, Seattle, Università del Washington, 1º gennaio 2018, ISSN 9781138308046 (WC · ACNP).
- (EN) Juan Julián Merelo, Keeping up with the Contarinis: Understanding family ties and power dynamics in the Republic of Venice through social network analysis (PDF), Granada, Università di Granada, 13 maggio 2024.
- (EN) Piotr Wilk, The Venitian instrumental concerto during Vivaldi's time (PDF), in Maciej Gołąb (a cura di), Eastern European Studies - in Musicology, Vol. 21, Peter Lang, DOI:10.3726/b17799.
- (EN) Donatella Paiano, Antonio Martinelli (c. 1702-1782): A Cellist-Composer in Eighteenth-Century Venice (PDF), a cura di Università di Liverpool, Liverpool, settembre 2006.
- (EN) Deborah Howard, Architectural Politics in Renaissance Venice (PDF), in Italian Lecture, St John’s College, Cambridge, British Academy, 2008.
- (EN) Dennis Romano, The Limits of Kinship: Family Politics, Vendetta, and the State in Fifteenth-Century Venice (PDF), in Michael Knapton, John E. Law, Alison A. Smith (a cura di), Reti Medievali, Firenze, Università degli Studi di Firenze, 1º gennaio 2014, DOI:10.36253/978-88-6655-663-3, ISSN 2704-6362 (WC · ACNP).
- (EN) Patricia H. Labalme e Laura Sanguineti White, How to (and How Not to) Get Married in Sixteenth-Century Venice (Selections from the Diaries of Marin Sanudo), in Renaissance Quarterly, Vol. 52, n. 1, Cambridge, Università di Cambridge, 20 novembre 2018, DOI:10.2307/2902016.

## Sitografia
- Raffaella Zaccaria, Pietro Dolfin, in Dizionario biografico degli italiani, Vol. 44, Roma, Istituto dell'Enciclopedia Italiana, 1991. URL consultato il 13 marzo 2025.
- Claudia Salmini, Giacomo Dolfin, in Dizionario biografico degli italiani, Vol. 40, Roma, Istituto dell'Enciclopedia Italiana, 1991. URL consultato il 13 marzo 2025.
- Paolo Preto, Daniele Andrea Dolfin, in Dizionario biografico degli italiani, vol. 40, Roma, Istituto dell'Enciclopedia Italiana, 1991. URL consultato il 13 marzo 2025.
- Piero Scarpa, Francesco Dolfin, in Dizionario biografico degli italiani, vol. 40, Roma, Istituto dell'Enciclopedia Italiana, 1991. URL consultato il 13 marzo 2025.
- Piero Scarpa, Delfino Dolfin, in Dizionario biografico degli italiani, vol. 40, Roma, Istituto dell'Enciclopedia Italiana, 1991. URL consultato il 13 marzo 2025.
- Gigliola Bianchini, Giovanni Dolfin (Doge), in Dizionario biografico degli italiani, vol. 40, Roma, Istituto dell'Enciclopedia Italiana, 1991. URL consultato il 13 marzo 2025.
- Gino Benzoni, Giovanni Dolfin (1490-1547), in Dizionario biografico degli italiani, vol. 40, Roma, Istituto dell'Enciclopedia Italiana, 1991. URL consultato il 13 marzo 2025.
- Gino Benzoni, Giuseppe Dolfin, in Dizionario biografico degli italiani, vol. 40, Roma, Istituto dell'Enciclopedia Italiana, 1991. URL consultato il 13 marzo 2025.
- Gino Benzoni, Daniele Dolfin (1654-1729), in Dizionario biografico degli italiani, vol. 40, Roma, Istituto dell'Enciclopedia Italiana, 1991. URL consultato il 13 marzo 2025.
- Gino Benzoni, Giovanni Dolfin (1529-1584), in Dizionario biografico degli italiani, vol. 40, Roma, Istituto dell'Enciclopedia Italiana, 1991. URL consultato il 13 marzo 2025.
- AA.VV., Daniele Dolfìn, detto Girolamo, in Treccani.it – Enciclopedie on line, Roma, Istituto dell'Enciclopedia Italiana. URL consultato il 14 marzo 2025.
- Giuseppe Pavanello, Gradenigo, in Treccani.it – Enciclopedie on line, Roma, Istituto dell'Enciclopedia Italiana, 1933. URL consultato il 13 marzo 2025.
- Stanley Chojnacki, La formazione della nobiltà dopo la Serrata, in Storia di Venezia, Roma, Istituto dell'Enciclopedia Italiana, 1997. URL consultato il 13 marzo 2025.
- Biblioteca Estense Universitaria (a cura di), Insegne araldiche: Delfini · Dolfini, su bibliotecaestense.beniculturali.it, 26 aprile 2007. URL consultato il 13 marzo 2025 (archiviato dall'originale il 1º gennaio 2022).
- Marzia Ponso, Repubblica, in Treccani.it – Enciclopedie on line, Roma, Istituto dell'Enciclopedia Italiana, 2006. URL consultato il 14 marzo 2025.

- Pietro Del Negro, La fine della Repubblica aristocratica, in Treccani.it – Enciclopedie on line, Roma, Istituto dell'Enciclopedia Italiana, 1998. URL consultato il 13 marzo 2025.
- Alfonso Bussolin, Nadalin da Trento. Garbelador e ligador al Fontego dei Tedeschi, ladro sacrilego (1574), su conoscerevenezia.it, 1º maggio 2020. URL consultato il 13 marzo 2025.
- Scuola Grande di San Marco, Il racconto dell'apparizione di San Marco. URL consultato il 25 marzo 2025.
- Pieralvise Zorzi, I tre anelli sacri di Venezia, su Il Gazzettino, Il Gazzettino, 23 agosto 2021. URL consultato il 13 marzo 2025.
- Roberto Lazzarin, Il mistero dell’anello di San Marco, su Mercurio, 28 agosto 2021. URL consultato il 13 marzo 2025.
- Michael Talbot, Vivaldi - La Stravaganza, 2 agosto 2007. URL consultato il 16 gennaio 2025 (archiviato dall'originale l'11 settembre 2017).
- Paola De Simone, Five with estro, su Fondazione Turchini. URL consultato il 16 gennaio 2025.
- Manoscritto 207 - Armoriale friulano a colori, su sbhu.it, Biblioteca Civica Vincenzo Joppi. URL consultato il 12 gennaio 2025.
- Andrea Borella, Annuario della nobiltà italiana: nuova serie 2015-2020, collana Royal, peerage nobles families books editions, 33. ed, Annuario della Nobiltà italiana foundation trust, 2020, ISBN 978-88-942861-0-6.
- (LA, DE) Venetorum Tomus, su Digitale Bibliothek - Münchener Digitalisierungszentrum,  p. 50. URL consultato il 12 gennaio 2025.
- (EN) Università di Leeds, Pietro Dolfin (1444-1525), su library.leeds.ac.uk, Special Collections. URL consultato il 12 febbraio 2025.
- (EN) Federico Maria Sardelli, Vivaldi edition (PDF), Brillant Classic, novembre 2014. URL consultato il 16 gennaio 2025.
- (EN) John Paul Adams, Sede Vacante 1691, su csun.edu, 28 marzo 2006. URL consultato il 13 marzo 2025.